# Portugal en la Reconquista

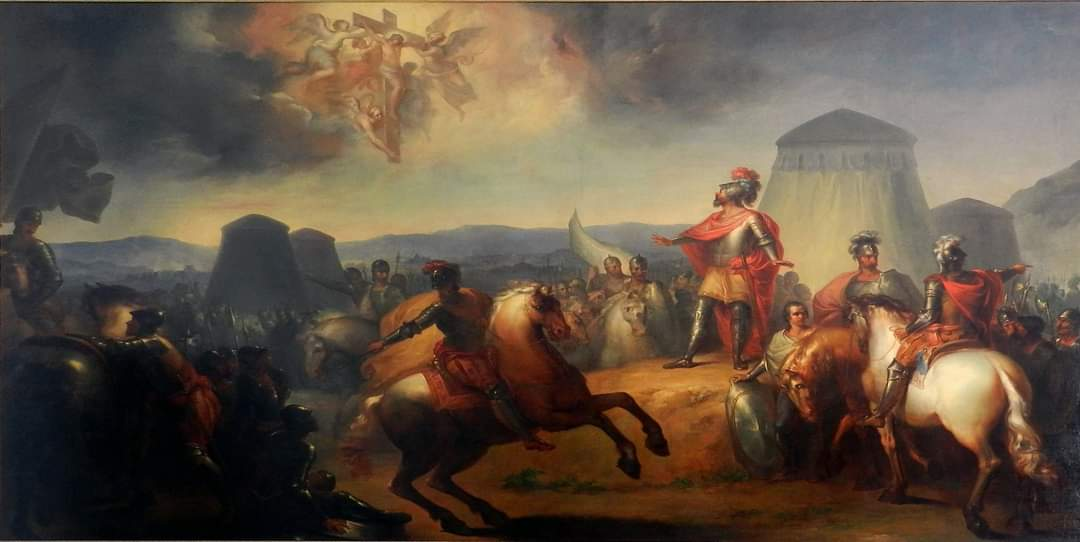
Cuadro sietecentista de la batalla de Ourique.

La participación de Portugal en la Reconquista empezó con la fundación del condado portucalense en 868 y continuó con avances y retiradas hasta 1249, cuando fueron tomadas las últimas ciudades aún bajo poder musulmán en el Algarve. Portugal debe su origen y su actual configuración geográfica a este largo proceso.
Las fases iniciales de la Reconquista en Portugal estuvieron marcadas por la participación de la alta nobleza, en el norte, pero a medida que la frontera se fue desplazando hacia el sur, la iniciativa de las conquistas pasó a la media y baja nobleza, las milicias concejales y los caballeros villanos, más dispuestos a ausentarse de campañas prolongadas. La tercera y última fase del esfuerzo bélico portugués, en el Alentejo y el Algarve, dependió en gran medida de las órdenes militares, es decir, los santiaguistas y los templarios, pero también los caballeros de Calatrava y los hospitalarios. La Reconquista portuguesa contó en varias ocasiones con la participación de cruzados del norte de Europa, que pasaron por las costas portuguesas de camino a Tierra Santa, como ingleses, franceses, flamencos, normandos, daneses y alemanes en 1142, 1154, 1189 y 1217, destacándose la conquista de Lisboa, en 1147, de entre las acciones en las que participaron. Muchos se establecieron en Portugal por invitación del rey Alfonso I de Portugal o de su hijo, Sancho I.
Si bien el Conde de Portucale fue un importante vasallo de León, en el momento de la independencia de Portugal, la economía portuguesa se caracterizaba por un cierto escaso desarrollo, no existiendo casa de moneda en el país. Tomar presas en la batalla o extraer tributos constituía importantes fuentes de ingresos, pero sólo de forma impredecible. Las exigencias de la guerra o de la defensa del territorio motivaron su asentamiento y desarrollo, que a su vez proporcionó los medios necesarios para continuar la expansión del mismo. Las órdenes religiosas fueron pioneras en el desarrollo de la agricultura, concretamente los cistercienses, cuyas granjas explotadas por cohermanos permitieron realizar trabajos agrícolas y ganaderos con una sofisticación y una escala nunca antes vistas en Portugal. Órdenes militares posteriores adoptaron sistemas económicos de escala similar e introdujeron métodos de producción, riego y fortificación notablemente sofisticados. Las ciudades portuguesas crecieron en tamaño y prosperidad a medida que el Islam retrocedió y en el siglo XIII aparecen los primeros indicios del comercio internacional portugués.
La expansión de Portugal fue de vital importancia para la legitimación de Alfonso I como soberano independiente, reconociendo la bula papal Manifestis Probatum como "manifiestamente probados" los esfuerzos del rey por reconquistar territorio para el cristianismo y su pretensión al título de rey como digno de aprobación.

## Antecedentes
En 711, un ejército musulmán, del Califato omeya de Damasco, comandado por Tariq, invadió la península ibérica, luego controlada en su totalidad por los visigodos. Los visigodos y su rey, Rodrigo, fueron derrotados en la Batalla de Guadalete y, a partir de ese momento, la península fue rápidamente conquistada por musulmanes, entre árabes y bereberes, en unos dos años.
Once años más tarde, en 722, Pelagio de Asturias se rebeló contra la ocupación musulmana de Asturias y derrotó a una fuerza musulmana en la Batalla de Covadonga, fundando posteriormente el Reino de Asturias, después expulsando al gobernador Munuza de la región.
Este reino se expandió paulatinamente por el norte montañoso de la península ibérica, conquistando León y Galicia y sería bajo la égida de sus reyes que 146 años después el dominio cristiano llegaría a los márgenes del río Duero, donde se encontraba la ciudad de Oporto.
En Andalucía tuvieron lugar acontecimientos importantes poco antes de la conquista de Oporto y la fundación del Condado Portucalense. Alrededor del emir de Córdoba crecía un costoso aparato burocrático de esclavos, hombres libres, bereberes así como tropas mercenarias de esclavos o bereberes que eran vistos con hostilidad tanto por la aristocracia árabe como por los muladíes recientemente convertidos al Islam. Estos últimos se quejaban de la excesiva recaudación de impuestos como si todavía fueran cristianos. En la ciudad de Toledo hubo una revuelta pero fue reprimida violentamente en 854. En 868, hubo en Mérida una gran revuelta contra el poder central, encabezada por el muladi Ibn Marwán. La inestabilidad en el emirato de Córdoba brindaría una oportunidad para el avance de los reinos cristianos.

## Conquistas bajo el signo de Asturias 868-977

### La fundación del Condado Portucalense, 868

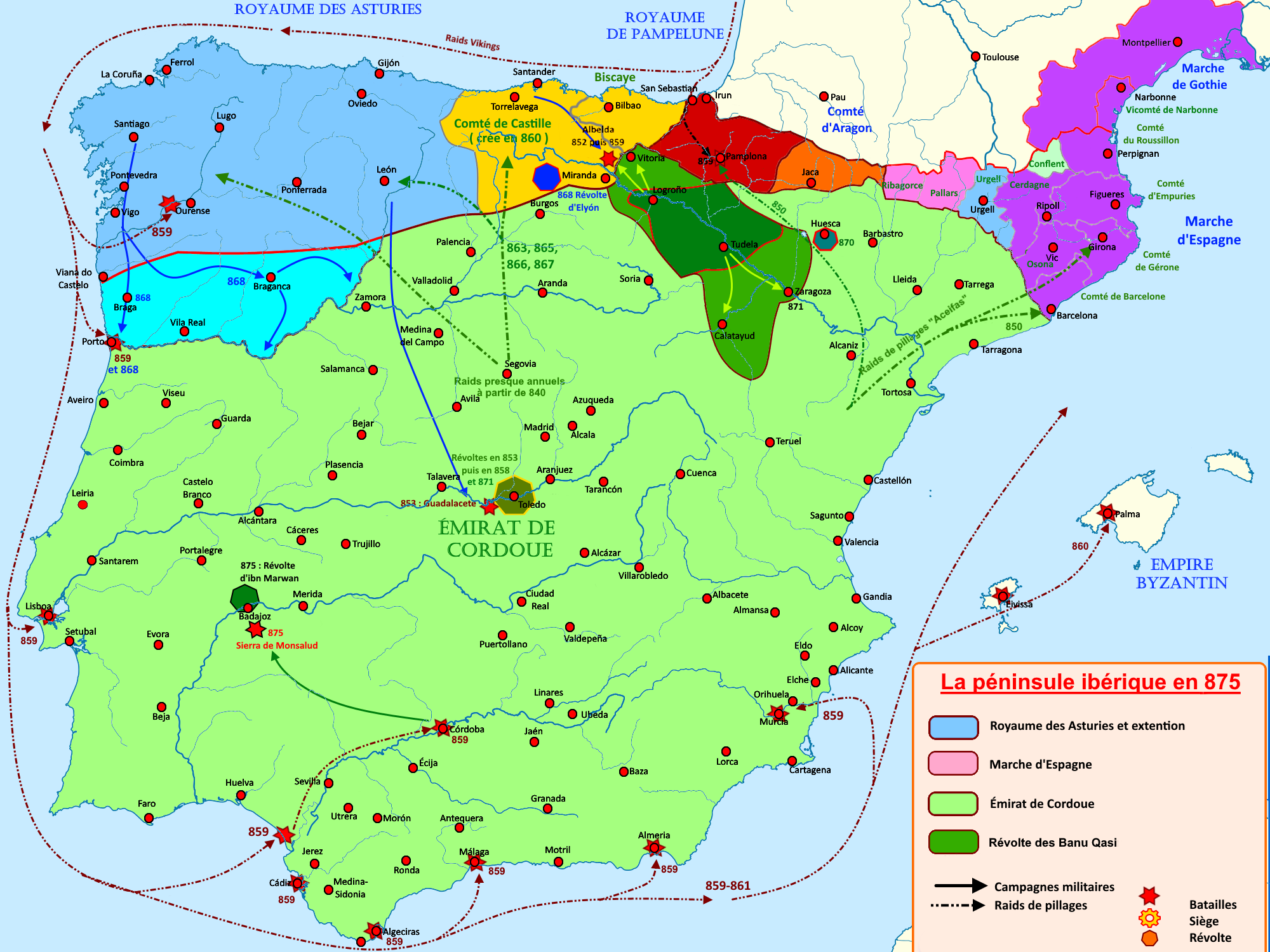
La península ibérica siete años después de la fundación del Condado Portucalense.

157 años después de la invasión musulmana de la península ibérica, el noble gallego Vimara Pérez se apoderó de Oporto y su territorio, entonces llamado Portucale, o Portugal. A Vimara Pérez se le concedieron amplios privilegios y el territorio empezó a ser asientado por familias de alta nobleza, pocas en número y relacionadas con la realeza.
Las presuras siguieron a un ritmo acelerado y en 870 Braga fue asentada y su territorio fue organizado con la participación personal de Vimara Pérez. En el mismo año, São Tomé de Negrelos fue presurada por Flomarico y su esposa Gundila, así como por Scelemondo con su esposa Astragundia. Todavía en el año 870, São Miguel do Paraíso, en Guimarães, fue encarcelado por Lucidio Vimaranez, hijo de Vimara Pérez.
El conde Odoário se apoderó de Chaves en el año 872 y, desde esta ciudad, se inició el proceso de repoblación de Trás-os-Montes, en torno a las fértiles tierras del valle de Chaves.

### Fundación del Condado de Coimbra, 878

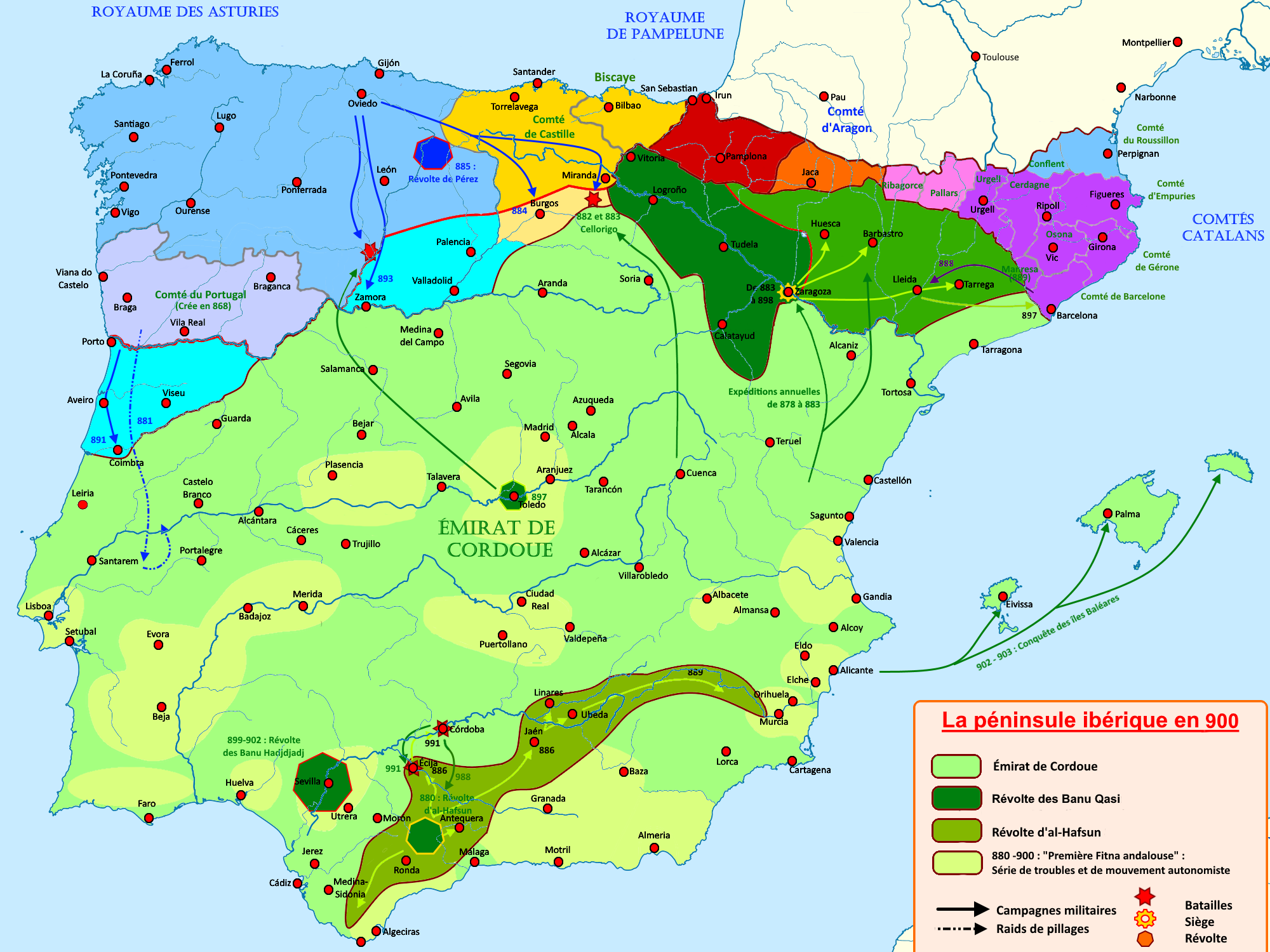
La península ibérica en 900.

La ciudad de Coimbra fue tomada por el Conde Hermenegildo Gutiérrez en 878. Otros puntos al sur del Duero fueron luego tomados y repoblados por orden de Alfonso III de Asturias, como Viseu, Lamego, y Anégia, hoy Eja, más precisamente donde se encuentra la Capilla de Nossa Senhora da Cividade.
La frontera cristiana avanzaba cerca de 200 km al sur a lo largo de la costa, pasando desde el río Duero hasta el valle de Mondego pero, hacia el interior, la frontera rodeaba la Sierra de la Estrella por su vertiente norte y no debía sobrepasar el Río Coa hacia el Este.

### Campañas en el occidente
En 910 murió el rey Alfonso Magno de Asturias y su reino quedó dividido entre sus tres hijos. León quedó en manos de su hijo mayor García; Galicia, con Portugal y Coimbra quedó en manos de su segundo hijo Ordoño II y Asturias quedó en manos de Fruela II.
En el verano de 913, el rey Ordoño II condujo un gran raid en tierra andaluces y llegó a la ciudad de Évora, que saqueó, habiendo regresado con un rico botín y 4000 cautivos. El rey Don García de León murió al año siguiente sin descendencia y le sucedió Ordonho II.
El conde de Portugal Lucídio Vímaranes murió en 926 y fue sucedido no por su hijo sino por Hermenegildo González, un noble gallego, casado con Mumadona Dias.
En 924 murió Ordonho II y le sucedió en los tronos de León y Galicia el rey Fruela de Asturias, que así reunió bajo un solo cetro el reino dividido por su padre. En 950, el Conde Gonzalo Menéndez sucedió en el gobierno de Portugal. Cinco años más tarde, el rey Ordoño III encabezó una gran incursión que logró llegar a Lisboa, que saqueó y posteriormente firmó una tregua con el califa Abderramán III. En estos años, Mumadona Dias ordenó la construcción del Castillo de Guimarães para proteger a los habitantes y religiosos de un monasterio cercano de los ataques musulmanes o normandos y en 968 el castillo ya estaba terminado.

## Incursiones Andalusíes, 977-1009

Principales campañas de Almanzor.

El territorio entre el Duero y el Mondego permaneció en posesión de los cristianos durante más de un siglo.
El 1 de octubre de 976, sucedió en el trono califal de Córdoba Hisham II, quien la semana siguiente nombró a Ibn Abi Amir, más tarde conocido como Almanzor, para el cargo de hadjib o primer ministro. Un hecho de singular importancia, ya que Almanzor continuó las reformas militares empezadas previamente por Alhakén II y, amenazado por incursiones cristianas, instauró al año siguiente una política de campañas destructivas contra los reinos cristianos del norte, generalmente dos veces al año, para tributarlos o saquearlos si se negaban a pagar, política que continuaría más allá de su muerte, hasta 1008. Fueron 31 años de hegemonía cordobesa impuesta sobre los reinos cristianos con brutalidad y los más caóticos desde el inicio de la Reconquista.
En 985 la ciudad de Braga fue saqueada y, dos años después, Almanzor saqueó Coimbra pero ese mismo año regresó al frente de sus tropas y capturó la ciudad, además de Seia, Viseu y Lamego. En 990 los cordobeses conquistaron Montemor-o-Velho. Así, la frontera volvió al valle del Duero, aunque el castillo de Montemor-o-Velho volvería a ser propiedad cristiana, para caer de nuevo en manos musulmanas. Aguiar da Beira fue saqueada en 995, y miles de personas murieron o fueron capturadas en el ataque.

Porto en la edad media y sus murallas.

En el año 997 se produjo la siega más famosa aceifa de Almanzor, dirigida contra Santiago de Compostela. La caballería salió de Córdoba el 3 de julio por el antiguo camino romano en dirección noroeste acompañada de carros de víveres, mientras que la infantería, armas, víveres y municiones embarcaría en Alcácer do Sal y su punto de encuentro sería la ciudad de Oporto en territorio portugués. Pasando por Coria, Almanzor llegó a Viseu, donde se le unieron algunos condes súbditos y nobles cristianos exiliados de sus países, como Galindo o Galego o Froila Gonçalves. Una vez reunido todo el ejército en Oporto, cruzaron allí el Duero a través de un puente de barcas que Almanzor mandó construir, el primero en conectar las dos orillas del río y en Valadares de Monção cruzaron el Miño, penetrando así en Galicia. Ese mismo año falleció el conde de Portugal Gonçalo Mendes y le sucedió en el cargo su hijo Menendo González, quien adoptó una postura más sumisa hacia Córdoba.
Almanzor falleció el 8 de agosto de 1002 y le sucedió en el cargo su hijo Abd al-Málik al-Muzáffar. Amenazado por las tropas cordobesas enviadas para reforzar Coimbra, el conde Menenddo González comprendió que el poder musulmán permanecía intacto, por lo que optó por negociar el mantenimiento de una tregua previa. De hecho, al-Muzáffar desempeñó su papel con igual habilidad que su padre, aunque sólo durante seis años, hasta su muerte. Todavía en 1008 murió también el conde Menenddo González y fue sucedido por Alvito Nunes.

## Primer avance hasta el Tajo 1009-1094
Habiendo sucedido a Al-Muzáffar su hermano Abderramán Sanchuelo, mucho menos popular o capaz, en 1009 el califa Hixame II fue depuesto por su primo Muhámmad II al-Mahdi y Sanchuelo fue posteriormente asesinado, estallando la guerra civil en el Ándalus. Esto provocaría la fragmentación del Ándalus en varios emiratos o reinos independientes y rivales, circunstancia propicia a la expansión de los reinos cristianos del norte. Dejaron de pagar tributo y pudieron retomar la vida normal, lejos de las murallas de ciudades y castillos.
En 1028 Alfonso V de León impuso un asedio a la ciudad de Viseu, pero murió en la acción.
El 14 de octubre de 1034, Gonçalo Trastamires da Maia reconquistó Montemor-o-Velho.

### La campaña de Beiras, 1055-1064

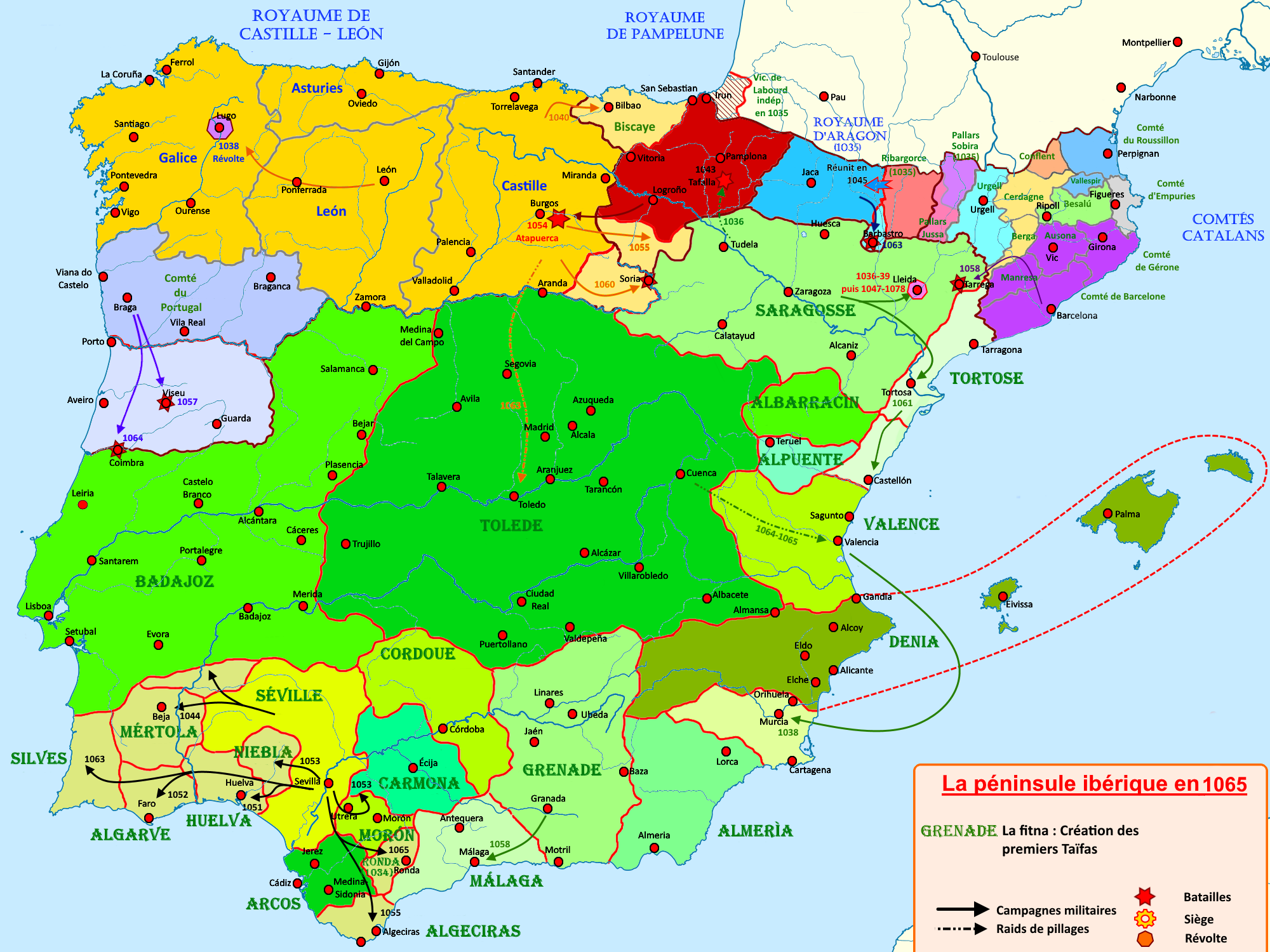
La península ibérica en 1065.

En 1054, el emperador Fernando I de León preparó una campaña militar en Tierra de Campos con vistas a ampliar hacia el sur los territorios del oeste de la península, que habían sido perdido ante los moros. En el verano del año siguiente entró en Portugal, habiendo cruzado el Duero desde Zamora. Entre 1055 y 1063, fueran reconquistados los castillos de Seia, en las laderas de Sierra de la Estrella, Tarouca, Lamego, esto en el 29 de noviembre de 1057, y el castillo de Marialva, entonces llamado Castro de São Justo.
Viseu fue retomada en el 25 de julio de 1058, el ataque a esta ciudad animado por el espíritu de represalia en relación con la muerte de Alfonso V, durante el fracasado asedio de 1028; São Martinho de Mouros, Travanca, Penalva do Castelo.
En 1063, el Emperador realizó una gran incursión contra las taifas de Sevilla y Badajoz, de la que empezó a recibir pareas o tributo y, en este año, el señor de Tentúgal, D. Sisnando Davídiz, mozárabe que había servido en la Corte de Córdoba, casado con la hija del último conde de Portucale, propuso a Fernando Magno la conquista de la ciudad de Coimbra. Se empezó a preparar la expedición en diciembre de 1063 y tras una peregrinación a Santiago de Compostela, a la que asistió toda la familia real, la ciudad de Coimbra fue atacada el 20 de enero de 1064, inicio de un duro asedio que duraría seis meses pero que se saldaría con la conquista de la ciudad por fuerzas cristianas, el 9 de julio de 1064. Quedó en posesión de la ciudad D. Sisnando, quien gobernaría la región recién reconquistada como Conde de Coimbra hasta su muerte en 1091.

### Primera conquista de Santarém, Lisboa y Sintra, 1093

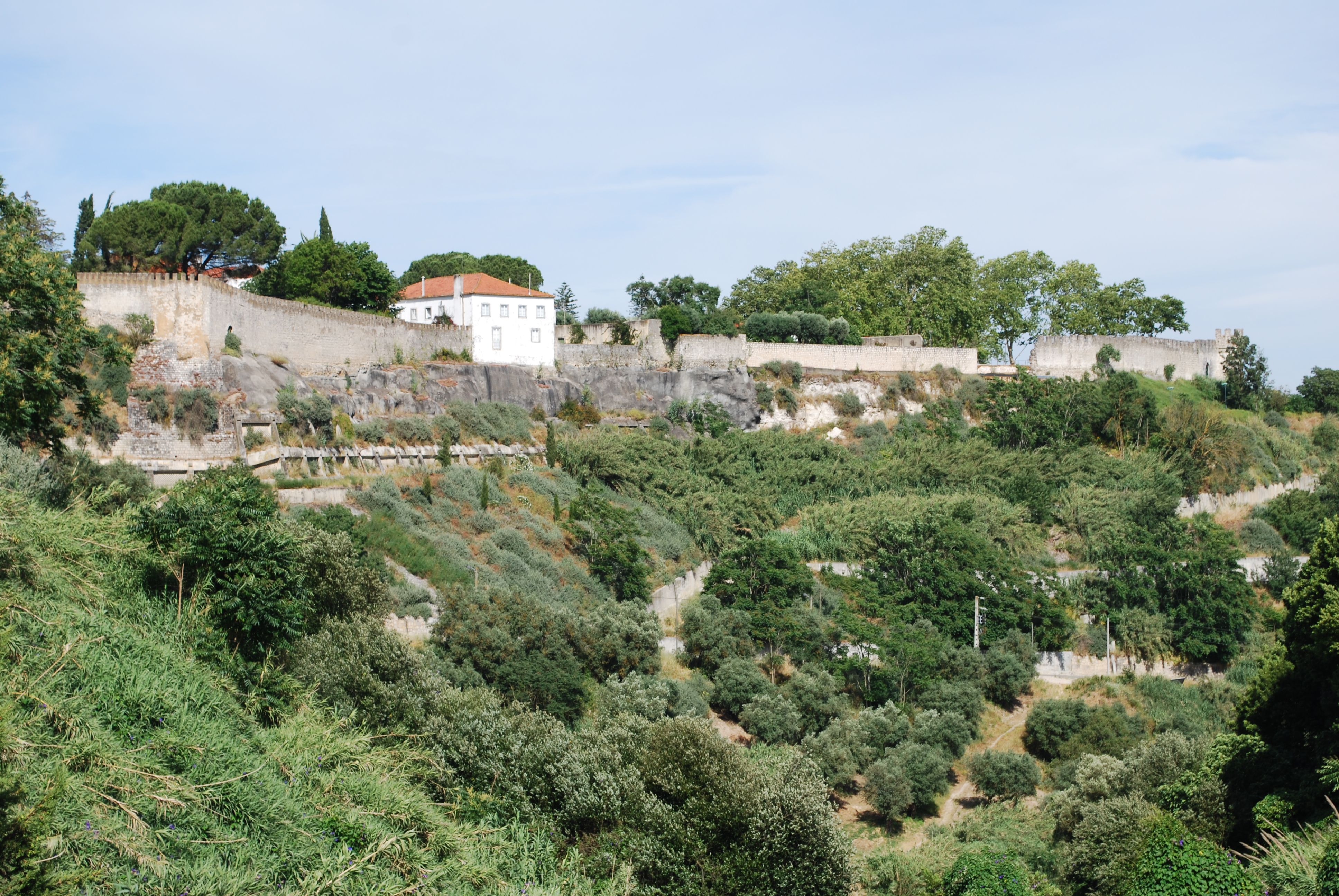
Alcazaba de Santarém.

Cuando Fernando Magno de Leão murió en 1065, su reino fue dividido entre sus hijos, habiendo recaído en Don García, el más joven, Galicia, Portugal y Coimbra. Seis años después, el conde Nuno Mendes se rebeló contra el rey García, pero fue derrotado en la Batalla de Pedroso y, muerto el conde, el título fue abolido, perdiendo Portugal así su autonomía de que, hasta entonces, había disfrutado.
Por matrimonio con Urraca I de León, heredera del Emperador Alfonso VI de León, en 1090 Raimundo de Borgoña recibió el título de conde de Galicia y el gobierno de todas las tierras del occidente peninsular, habiendo sido en aquella ocasión destituido del gobierno de Coimbra su conde Martim Moniz de Ribadouro, mozárabe como su suegro Sisnando, que le había sucedido a su muerte.
En un momento en que el emir Almorávide Yúsuf ibn Tašufín buscaba conquistar los pequeños emiratos de Andalus o reducirlos a su autoridad, el emir de Badajoz ofreció al Emperador las ciudades de Lisboa, Sintra y Santarém a cambio de protección militar.
El Emperador estuvo en Coimbra el 22 de abril de 1093, habiendo confirmado en aquella ocasión los foros o privilegios de esta ciudad. Lisboa, Sintra y Santarém fueron ocupadas entre el 30 de abril y el 8 de mayo de 1093, quedando Soeiro Mendes en posesión de este territorio como Conde de Santarém, ciudad elegida como capital. Soeiro Mendes estaba subordinado al Conde Raimundo, responsable de la defensa de todo el territorio desde Galicia hasta el río Tajo.

## Ofensivas almorávides, 1094-1135
La entrega de tierras a los cristianos provocó un escándalo entre los musulmanes y los residentes en Santarém, Sintra y Lisboa no se resignaron al dominio cristiano, por lo que rápidamente apelaron al emir almorávide para que interviniera a su favor, poco después de que Soeiro Mendes tomara posesión de la región.
Unos meses más tarde todavía, en 1093, el general musulmán Seyr desembarcó en la península ibérica al frente de un poderoso ejército, con órdenes de reducir varias ciudades al dominio almorávide, entre ellas Badajoz, Lisboa, Sintra y Santarém.
Badajoz fue atacada en la primavera de 1094, el emir de la ciudad asesinado, junto con sus hijos y la poderosa plaza fue conquistada, antes de que Don Raimundo pudiera intervenir. El conde incluso reunió un cuerpo de tropas en Coimbra con los obispos de Santiago y Lugo, y muchos caballeros gallegos. Avanzó hacia territorio musulmán, pero fue derrotado en batalla y sólo a un gran costo logró regresar a territorio cristiano.

### Pérdida de Lisboa y Sintra, 1094
Lisboa y Sintra se rindieron a los almorávides en 1094. En Santarém, Soeiro Mendes, rodeado por tropas almorávides, resistió vigorosamente hasta que Seyr regresó al norte de África.

Pendón del conde de Portucale.

La incapacidad mostrada por Don Raimundo contra los almorávides dictó su pérdida de prestigio en la Corte leonesa y, en 1096, vio arrebatadas las tierras entre el Miño y el Mondego para ser entregadas a su primo, Don Henrique de Borgoña, nombrado nuevo conde de Portucale.
En 1102, el conde Don Henrique peleó, con Egas Moniz, contra los moros de Lamego, que fueron derrotados en la Batalla de Arouca.
En los años 1108 y 1109, el rey Sigurd I de Noruega de Noruega pasó por la costa occidental ibérica, en su camino hacia Tierra Santa con 60 buques y 5000 hombres, en lo que se conocería como el Cruzada noruega. Tras partir en el otoño de 1107, un año después los noruegos pasaron el invierno en la costa de Galicia con la autorización de un señor local pero, al carecer de provisiones, saquearon su castillo. De camino al Mediterráneo, subieron el Río Colares que en aquella época aún no estaba aún sedimentado y saquearon el castillo de Sintra o Colares, lucharon contra los musulmanes de Lisboa y luego saquearon Alcácer do Sal.
El 24 de enero de 1110, el Conde Don Henrique se unió al rey Alfonso I de Aragón para infligir juntos una derrota al emir de Zaragoza Al-Musta'in II en la Batalla de Valtierra, cerca de Tudela.

### Pérdida de Santarém, 1111
Mientras los almorávides amenazaban la frontera sur del condado de Portugal, en 1110 el conde Don Henrique envió el adail Suário Fromarigues a Santarém al frente de algunas tropas de refuerzo. Estos, sin embargo, fueron atacados cuando acampaban en Vatalandi, en un lugar ahora desconocido pero cercano al Tajo, y en la acción murieron Suário Fromarigues y el caballero Miro Crescones.
Al año siguiente, Santarém vuelve a estar rodeada por las tropas de Seyr. Sin fuerzas suficientes ni promesas de ayuda, el pueblo cae en manos de los almorávides y el condado se extingue.
En 1112 murió el conde D. Henrique, y su esposa D. Teresa asumió la regencia del condado portucalense, durante la minoría de edad de su hijo Don Alfonso Henríquez.

### Campañas almorávides, 1116-1117

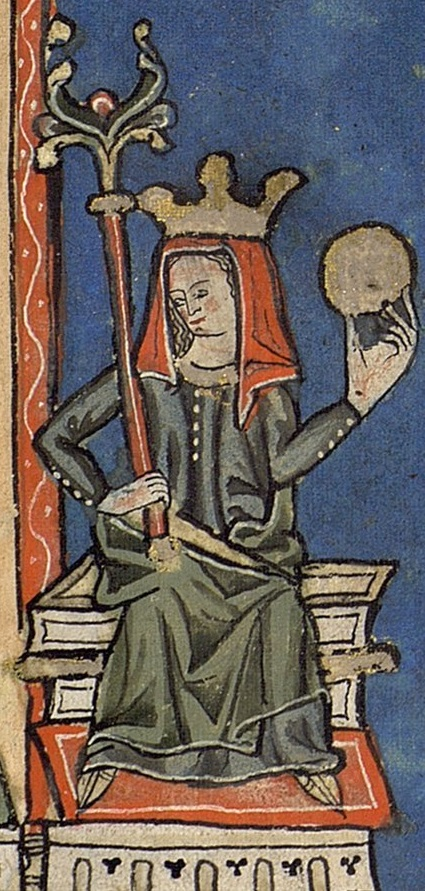
La Condesa-Regente Doña Teresa.

Nuevos ataques almorávides se esperaban desde antes de la muerte del conde Don Henrique, pero no fue hasta 1116 que un ejército almorávide, comandado por Abd al-Malik, avanzó sobre la región de Coimbra.. Los almorávides masacraron la guarnición del castillo de Miranda da Beira y capturaron el de Santa Eulália, cuyo alcalde, Diogo Galinha, fue encarcelado. Los habitantes de Soure abandonaron su castillo y se retiraron a Coimbra. Las afueras de esta ciudad fueron luego atacadas y destruidas, y los almorávides se trasladaron luego hacia el sur.
Ese mismo año, los almorávides también conquistaron la última taifa independiente de la península ibérica, en Mallorca, colocando así todo Andalus bajo su poder.
Coimbra fue atacada de nuevo en 1117 por el propio emir almorávide, Ali Ben Iusuf, al frente de un gran ejército que incluía tanto africanos como andaluces, "tantos como los granos de arena en el mar", se escribió. Esta vez, los almorávides desembarcaron en Montemor-o-Velho y de allí continuaron hasta Coimbra, cuyas afueras llegaron y saquearon, matando y capturando gente. Los portugueses se refugiaron de nuevo dentro de las murallas de la ciudad, donde en este punto también se encontraba la condesa D. Teresa.
Los almorávides sometieron a Coimbra a ataques diarios desde finales de junio, pero no pudieron tomar la ciudad amurallada. Después de 20 días, a principios de julio, el emir Ali Ben Iusuf se retiró a Sevilla. Mantener Coimbra en tierra hostil habría resultado difícil para los almorávides.
Muchos miles murieron en el ataque. El asedio de Coimbra marcó el apogeo del poder almorávide en la península ibérica. Sin embargo, los musulmanes continuaron atacando la región de Coimbra en las décadas siguientes, atacando aldeas, cosechas y campesinos en incursiones que tenían lugar cada primavera y verano.

Cruz de la Orden del Templo.

En 1128, la Orden de los Templarios se instaló en territorio portugués. Doña Teresa donó a la Orden el castillo de Soure, construido en la segunda mitad del siglo XI por Sisnando Davídiz, cerca de Coimbra.

## Conquista definitiva de la Estremadura portuguesa, 1135-1148
Después de la Batalla de San Mamede, en 1138, Don Alfonso Henríquez asumió el gobierno del condado portucalense. Para defender la región de Coimbra de los ataques que los almorávides dirigían cada año contra la región, en 1135 fundó el castillo de Leiria, a medio camino entre Santarém y Coimbra, defendiendo una importante ruta entre las dos ciudades. El papel de su guarnición no sólo era defender el acceso a Coimbra sino también atacar la ciudad de Santarém y su territorio, atacando campos, cautivando gente, emboscando a las caravanas, hasta que la ciudad estuviera lo suficientemente debilitada como para ser tomada por asalto. La fundación de Leiria fue el primer acto de guerra de Don Alfonso Henríquez contra los moros.
Al año siguiente de la fundación de Leiria, el rey Afonso Henriques conquistó Ourém.
El alcalde del castillo de Leiria era el famoso guerrero Don Paio Guterres, quien lanzó ataques tan efectivos contra el territorio de Santarém que el castillo de Leiria fue atacado, tomado y arrasado en 1137, muriendo más de 200 hombres, entre ellos peones y caballeros. Paio Guterres, sin embargo, logró escapar. Posteriormente Leiria fue nuevamente ocupada por los portugueses.

### La batalla de Ourique, 1139

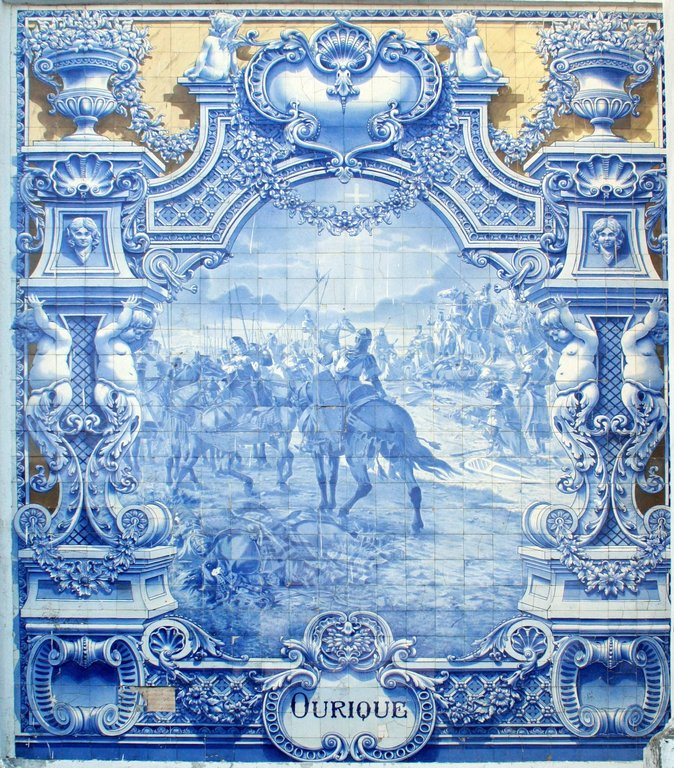
Panel de azulejos alusivo a la Batalla de Ourique.

Una vez firmado el Tratado de Tuy con el emperador Alfonso VII de León su primo, el rey portugués llevó a cabo una gran expedición en tierras andaluces. El momento fuera bien elegido, ya que este año los leoneses rodearon Oreja y los almorávides habían despojado sus castillos en el oeste peninsular para precipitarse hacia el castillo sitiado. Así, el rey portugués encontró poca resistencia en su camino.
Los portugueses tendrían desde 800 a 1000 caballeros y desde 1600 a 2000 peones, incluyendo lanceros y ballesteros. A su regreso, fueron interceptados por un ejército musulmán comandado por "Esmar", probablemente el gobernador de Córdoba Muhammad Az-Zubayr Ibn Umar, en un lugar en el bajo Alentejo. Había convocado las guarniciones de Beja, Badajoz, Évora, Sevilla y Elvas, formando una hoste relativamente numerosa.
Cuando intentaron atacar el campamento portugués, construido sobre una colina, les salieron los portugueses al encuentro, divididos en vanguardia, retaguardia y dos alas, y los derrotaron con una pesada carga de caballería.
El día que tuvo lugar la Batalla de Ourique, D. Alfonso Henríquez fue aclamado rey por sus hombres a la antigua usanza germánica, siendo izado en su escudo. Firmaría en adelante como "rex".

### Batalla de Trancoso, 1140

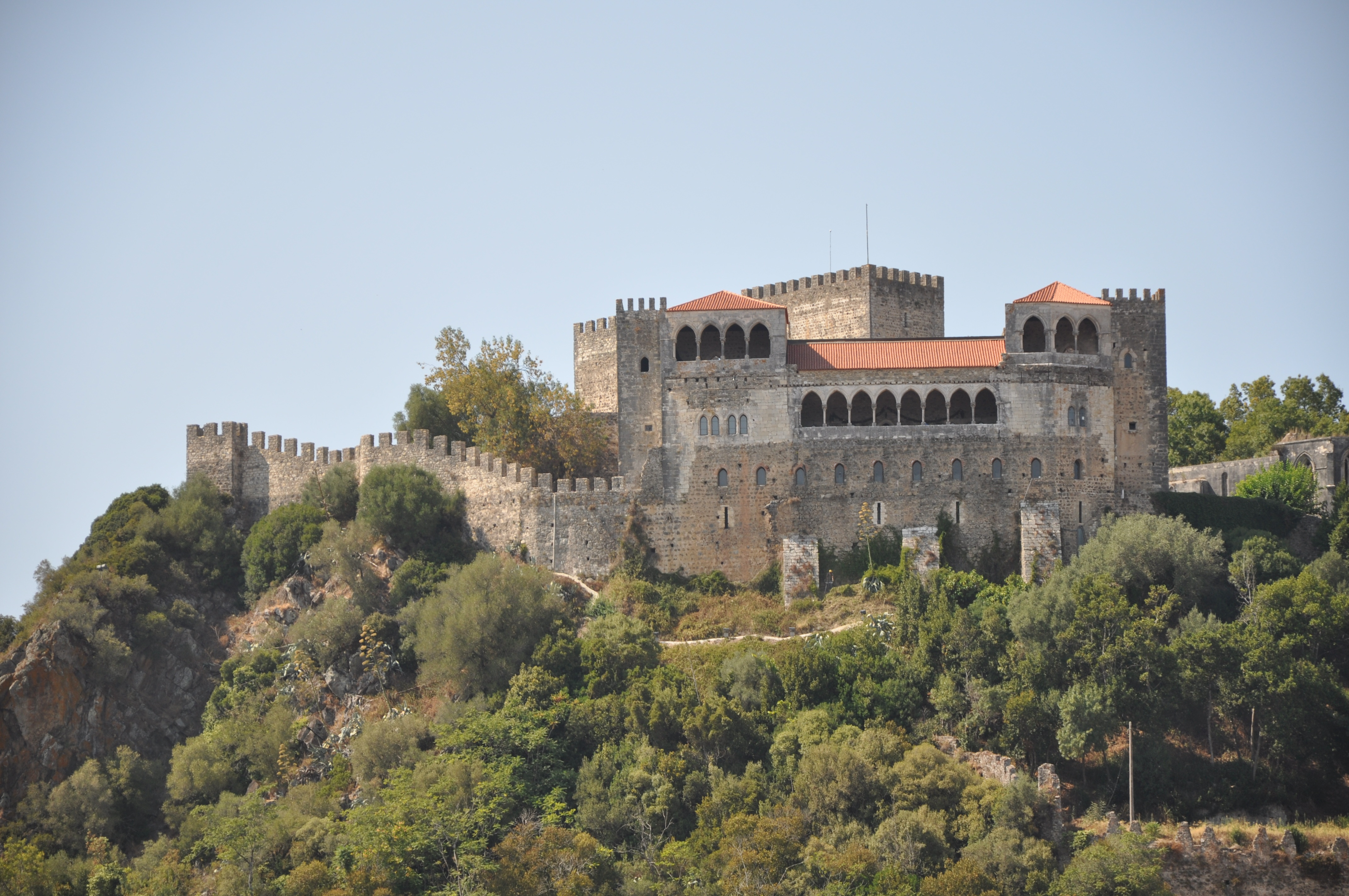
El Castillo de Leiria.

Después de la batalla de Ourique, Esmar reagrupou as suas tropas em Santarém en preparación para un ataque de revancha. Leiria vuelve a ser atacada y arrasada, muriendo en el ataque parte de la guarnición y siendo capturado el alcalde Paio Guterres. Los caballeros musulmanes entraron luego en territorio portugués hasta Trancoso.
Destruido el castillo de Leiria pero en paz con el rey D. Alfonso VII de León, su primo, después de la Batalla de Valdevez, D. Alfonso Henríquez partió hacia el sur, cruzó el Duero cerca de Lamego y realizó una cabalgata contra los moros que habían invadido Trancoso, a los que derrotó. Al regresar de este viaje, fundó el Monasterio de Tarouca.

### Primer intento de conquistar Lisboa, 1142
A Vila Nova de Gaia aportó entonces una flota de cruzados del norte de Europa, en su mayoría ingleses y normandos, desde Southampton y Hastings, desviados allí de su ruta hacia la Tierra Santa debido al mal tiempo. El rey portugués logró convencerlos para que prestaran su ayuda en una audaz campaña contra Lisboa, la principal ciudad de la región, cuyo gobierno le daría de un solo golpe todo el territorio de la Extremadura portuguesa.
La flota cruzada entró en el Tajo y junto con los portugueses atacaron la ciudad de Lisboa, pero el asedio tuvo que ser abandonado por desavenencias entre el rey Alfonso y los europeos del norte.

### Destrucción de Soure, 1144

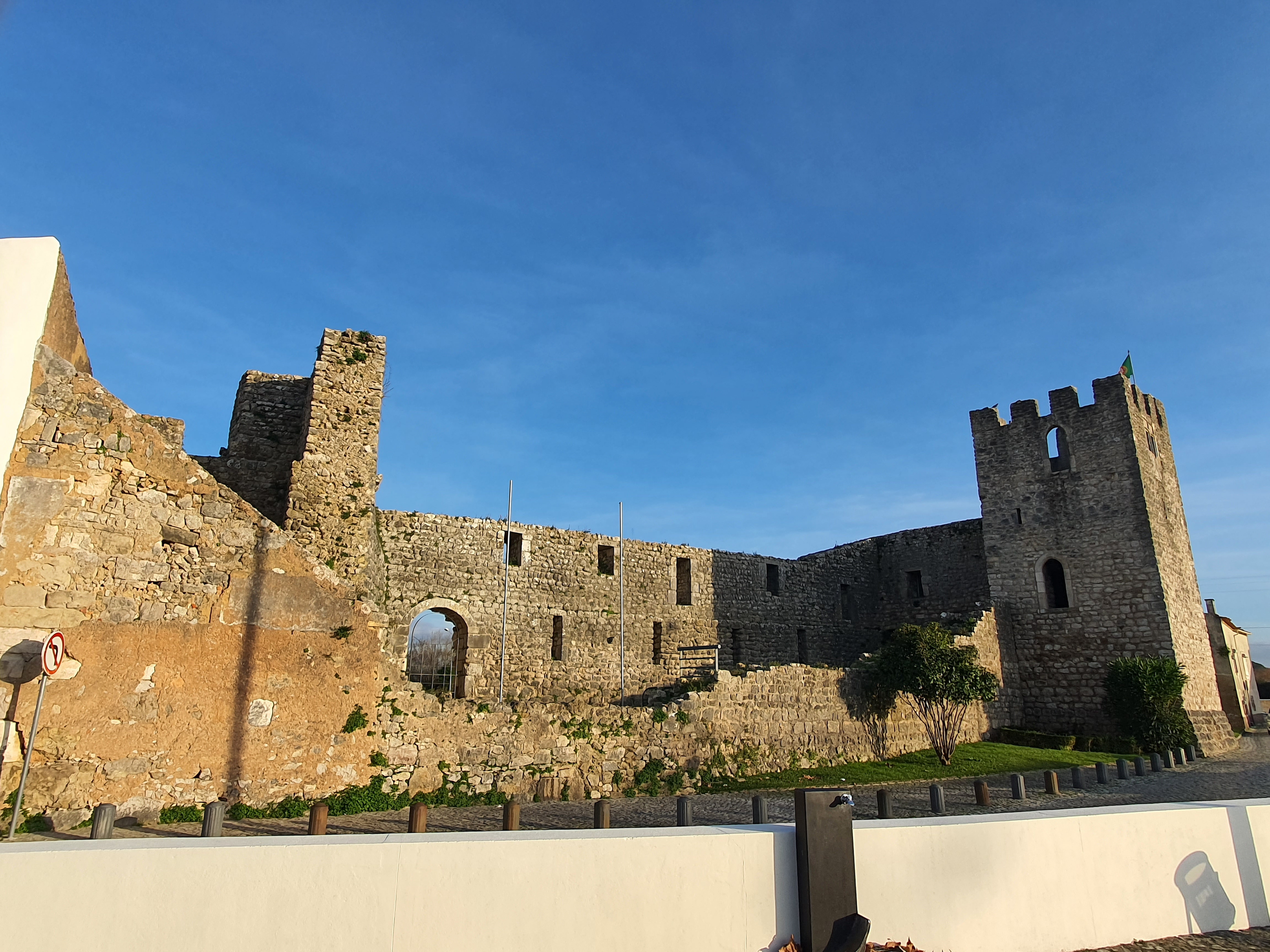
El castillo de Soure.

La paz fue sellada con León en 1143 por el Tratado de Zamora, asegurando así la frontera norte portuguesa contra el ataque leonés.
En 1144 los almorávides saliran de Santarém y saquearon el castillo templario de Soure bajo el mando de Abu Zacarias, alcalde de Santarém, quien tomó cautivos a los defensores.

### La revuelta de los muridines 1144-1445

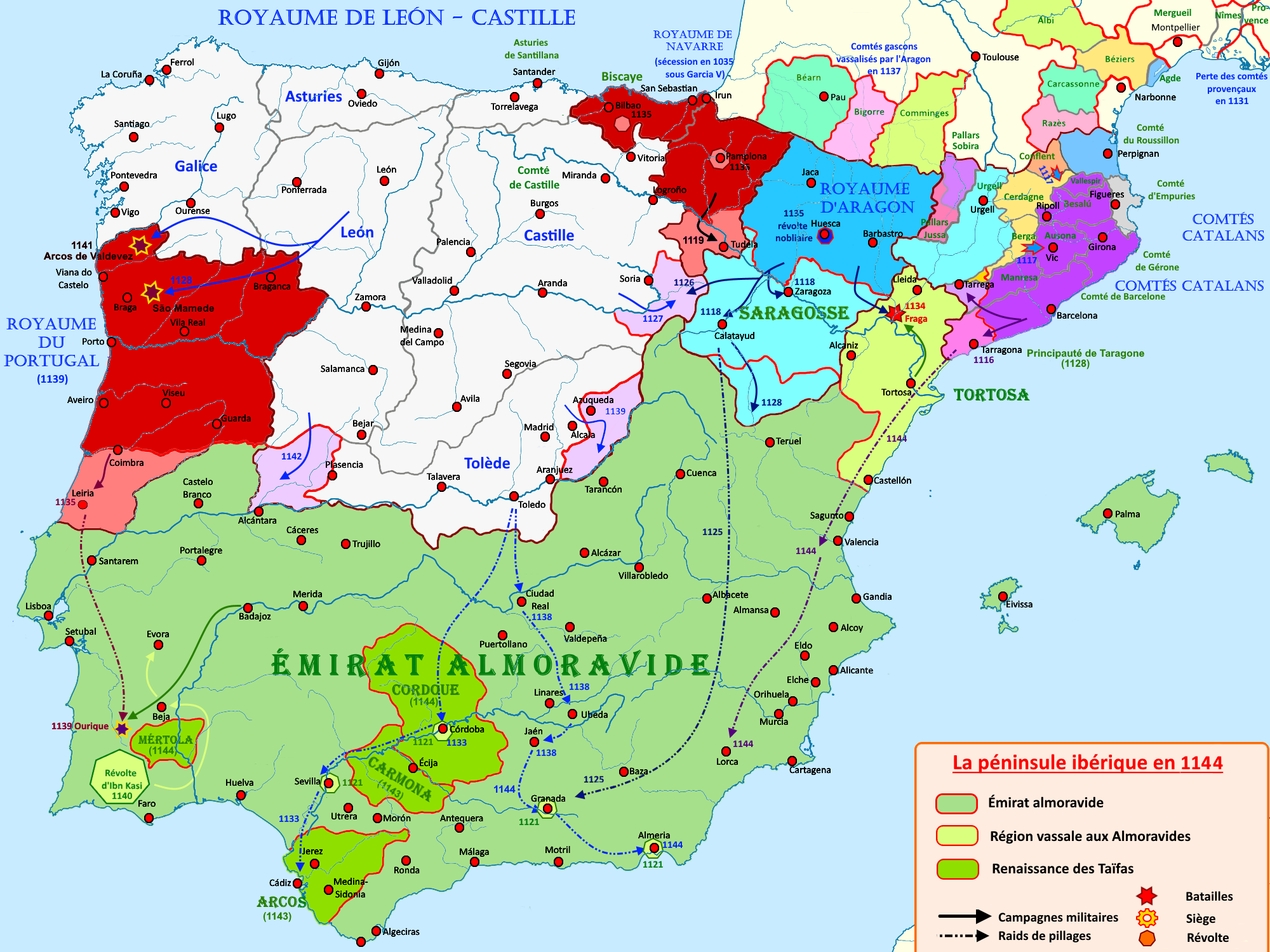
La península ibérica en 1144.

El poder almorávide en Iberia empezó a desmoronarse en 1144 cuando los muridun organizaron una importante revuelta en Gharb, liderada por el místico sufí Ibn Qasi. Ibn Qasi era un milenario radical anti-almorávide que había abandonado la vida tranquila y cuyos escritos mostraban fuertes tendencias esoteristas ismailíes. Una combinación compleja de teología almohade, afirma el mesianismo, una idea espiritualista del Islam, la pedantería legal de los juristas Maliki islámicos y la inquietante riqueza de los ulama probablemente se encuentran en la raíz de su revuelta. Capturó Mértola con la ayuda de Ibn al-Qabila y 70 muridines en 1144. Con la ayuda del gobernador de Évora Ibn Wazir y Muhammad Ibn al-Mundhir Ibn Qasi capturó Silves, Évora, Beja, Huelva, Niebla y organizó dos ataques fallidos contra Sevilla y Córdoba. La revuelta de los muridines debilitó enormemente la capacidad de los almorávides para responder a amenazas externas, ayudando indirectamente a los cristianos.
Los muridun se dividieron en 1145 e Ibn Qasi fue depuesto por Ibn Wazir. Luego se unió a los almohades, quienes lo pusieron a cargo de Silves. Ese mismo año, Alfonso Henríquez dirigió una incursión en territorio musulmán que llegó hasta Beja, de donde él y su grupo regresaron cargados de botín. Todavía en 1145, Sancha, la hermana de Alfonso Henríquez, y su marido Fernão Mendes de Bragança II concedieron a los Templarios el castillo de Longroiva.

### Conquista de Santarém, 1147

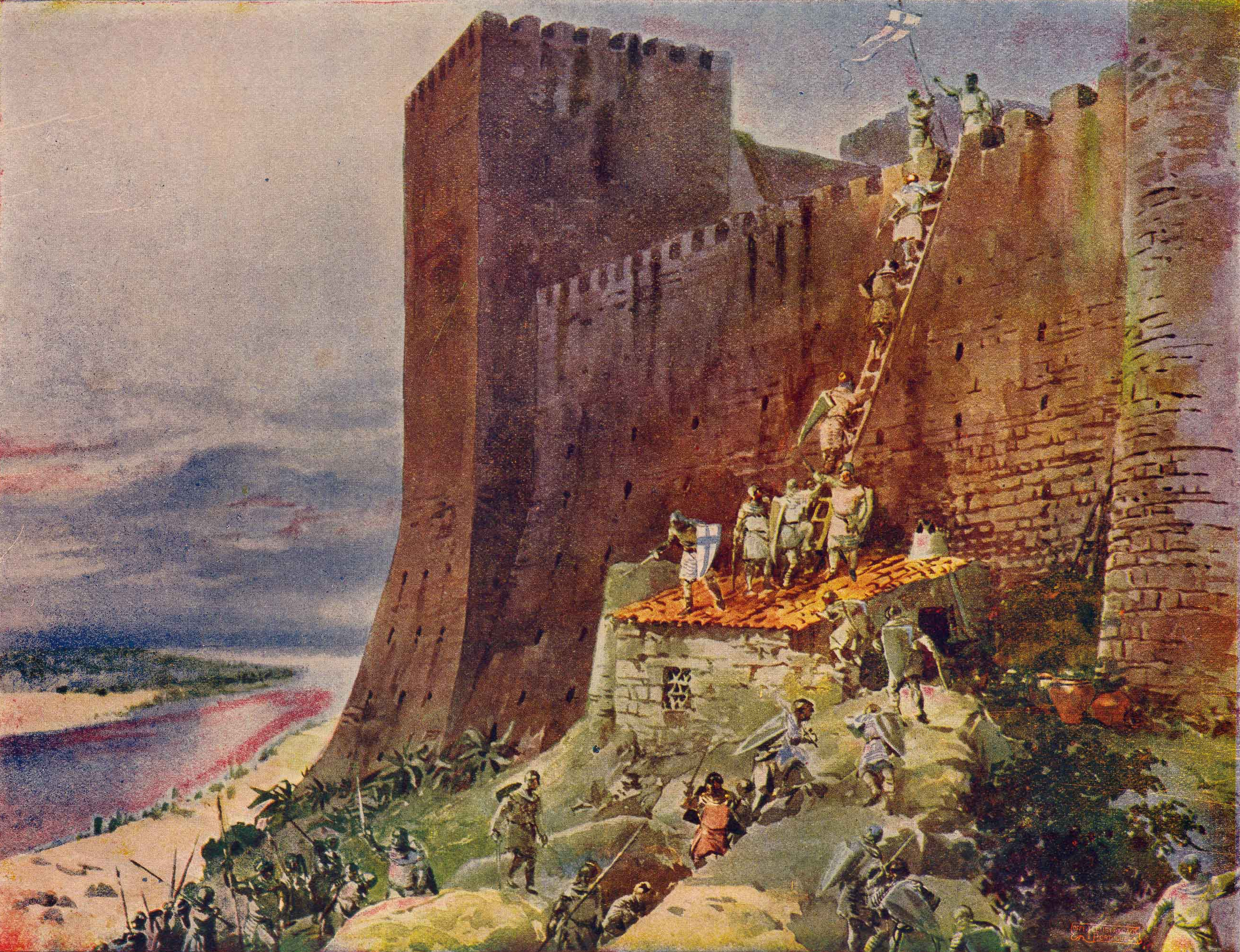
La escalada de Santarém, de Roque Gameiro.

Para espiar las defensas de Santarém, Alfonso I envió Mem Ramires a la ciudad con el pretexto de hablar con los templarios cautivados en el ataque a Soure. El momento para atacar Santarém había sido bien elegido, ya que la autoridad almorávide se estaba desintegrando en Iberia y en África debido a las revueltas, especialmente a causa de los almohades.
El 10 de marzo el rey partió de Coimbra con 250 hombres, entre caballeros templarios y peones y al cabo de cinco días de marcha nocturna y por caminos secundarios, acamparon en Pernes. Al amanecer del día siguiente, las murallas de Santarém fueron escaladas por un pequeño grupo de hombres comandados por Mem Ramires, quien luego abrió las puertas al rey y sus hombres, que esperaban afuera. Así la ciudad cayó bajo control portugués.

### Toma definitiva de Lisboa, 1147

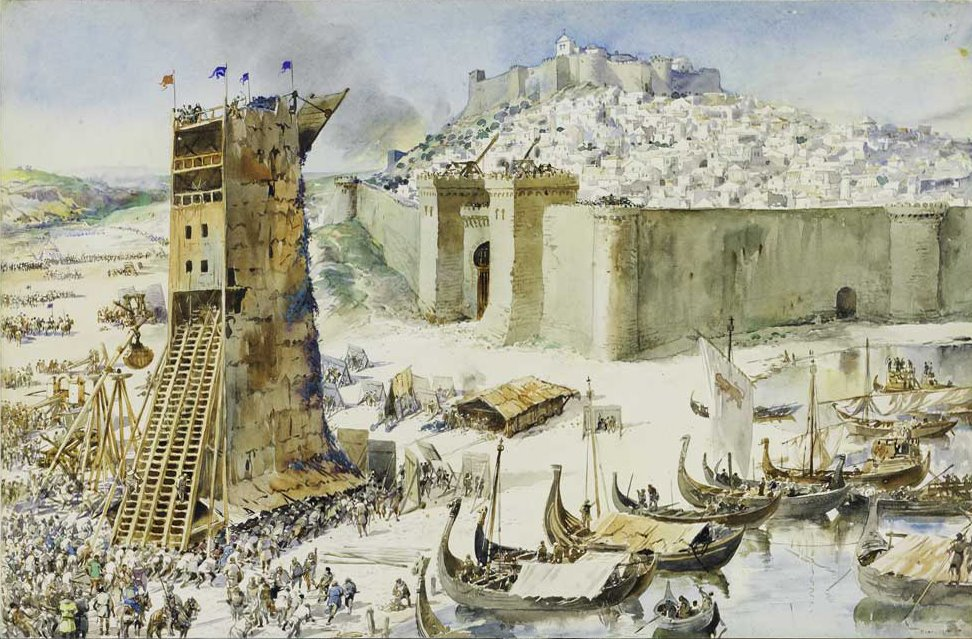
El Asedio de Lisboa, ilustrado por Alfredo Roque Gameiro.

Después de la caída de Edesa, el Papa Eugenio III convocó a una nueva cruzada y es en este contexto que, el 16 de junio, llegó al puerto una gran flota de cruzados, con un total de 164 buques, en su camino al Medio Oriente. El obispo de Oporto Pedro II Pitões los recibió y los convenció de participar en el planeado sitio de Lisboa.

La hueste de D. Alfonso Henríquez salió de Coimbra el 6 de junio y cuando la flota cruzada entró en el Tajo el 28 de junio, los portugueses ya habían establecido campamentos en el Monte de S. Gens, donde se encontra ahora el Miradouro da Senhora do Monte. El rey estuvo acompañado por algunas de las figuras más destacadas de la nobleza como Fernão Mendes II de Bragança o Fernão Peres Cativo, además de otros más modestos, como Martim Moniz, que murió durante el acoso. Los portugueses debieron contar con alrededor de 3.000 individuos, mientras que los cruzados habrían contado entre 10 000 y 13 000 hombres.

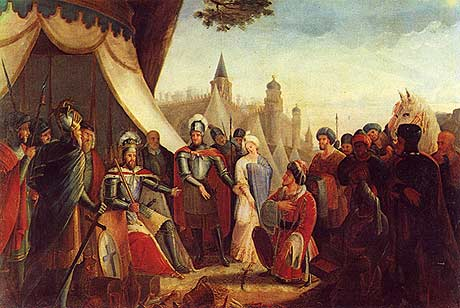
Rendição de Lisboa, pintura del de Joaquim Rodrigues Braga

El 29 de junio tuvo lugar una reunión entre el rey y los principales líderes cruzados, para acordar los términos de la conquista así como el reparto del botín, acordándose que los cruzados tendrían derecho a saqueos, prisioneros, rescates y privilegios comerciales, mientras que al rey quedaria la posesión de la ciudad con sus casas y propiedades, para ser distribuida como premio a los participantes en el asedio que luego quisieran establecerse en Lisboa.
Los musulmanes rechazan una oferta de rendirse pacíficamente. Los ingleses y normandos establecieron su campamento al oeste de la ciudad, mientras que los alemanes y flamencos eligieron el lugar donde hoy se encuentra el Monasterio de São Vicente de Fora. Fue un duro asedio, en el que se tomaron violentamente las afueras de las murallas, utilizando fundíbulos, minas subterráneas y una gran torre de asedio hasta que los defensores musulmanes, afectados por el hambre y la peste por la falta de espacio dentro de las murallas para enterrar a los muertos, pidieron rendición pasados tres meses y 20 días. El 25 de octubre tuvo lugar la entrada solemne del rey en la ciudad.
Conquistada Lisboa, se entregó el castillo de Sintra, así como el de Vila Franca de Xira, Povos y Arruda.

### Conquista del Oeste, 1148

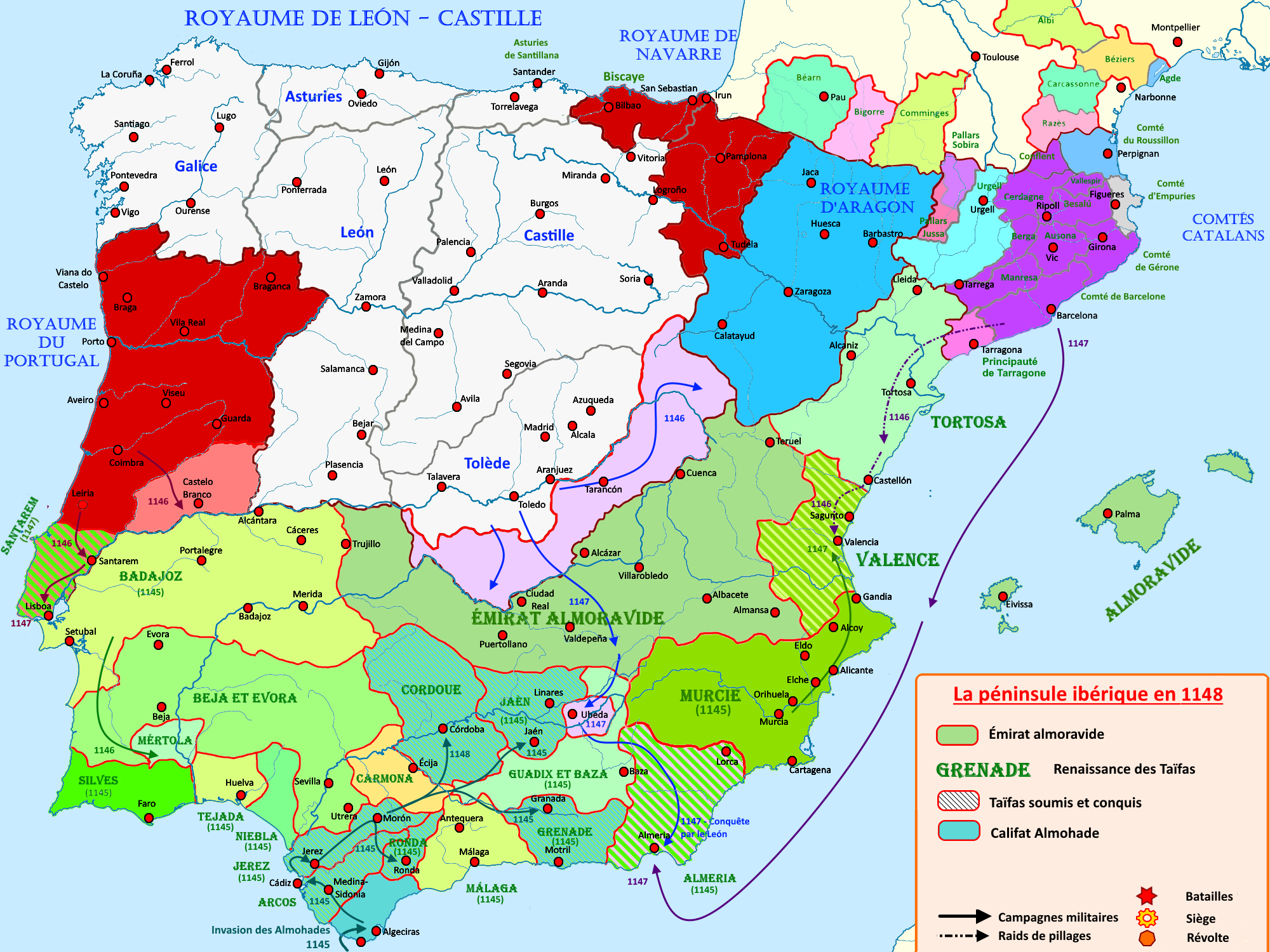
La peninsula Ibérica en 1148.

Menos de tres meses tras la conquista de Lisboa, Óbidos fue tomada por asalto durante la noche por un grupo de hombres liderados por Gonçalo Mendes da Maia, el Lidador, el 10 de enero de 1148. En este año los castillos de Torres Novas, Alenquer y Torres Vedras también fueron conquistados por las fuerzas del rey Afonso Henriques. El castillo de Torres Vedras tenía buenas murallas y opuso una fuerte resistencia a los portugueses, pero cuando fue tomado por la fuerza, todos sus ocupantes que no habían conseguido escapar fueron masacrados.

## La disputa por el Alentejo, 1147-1191

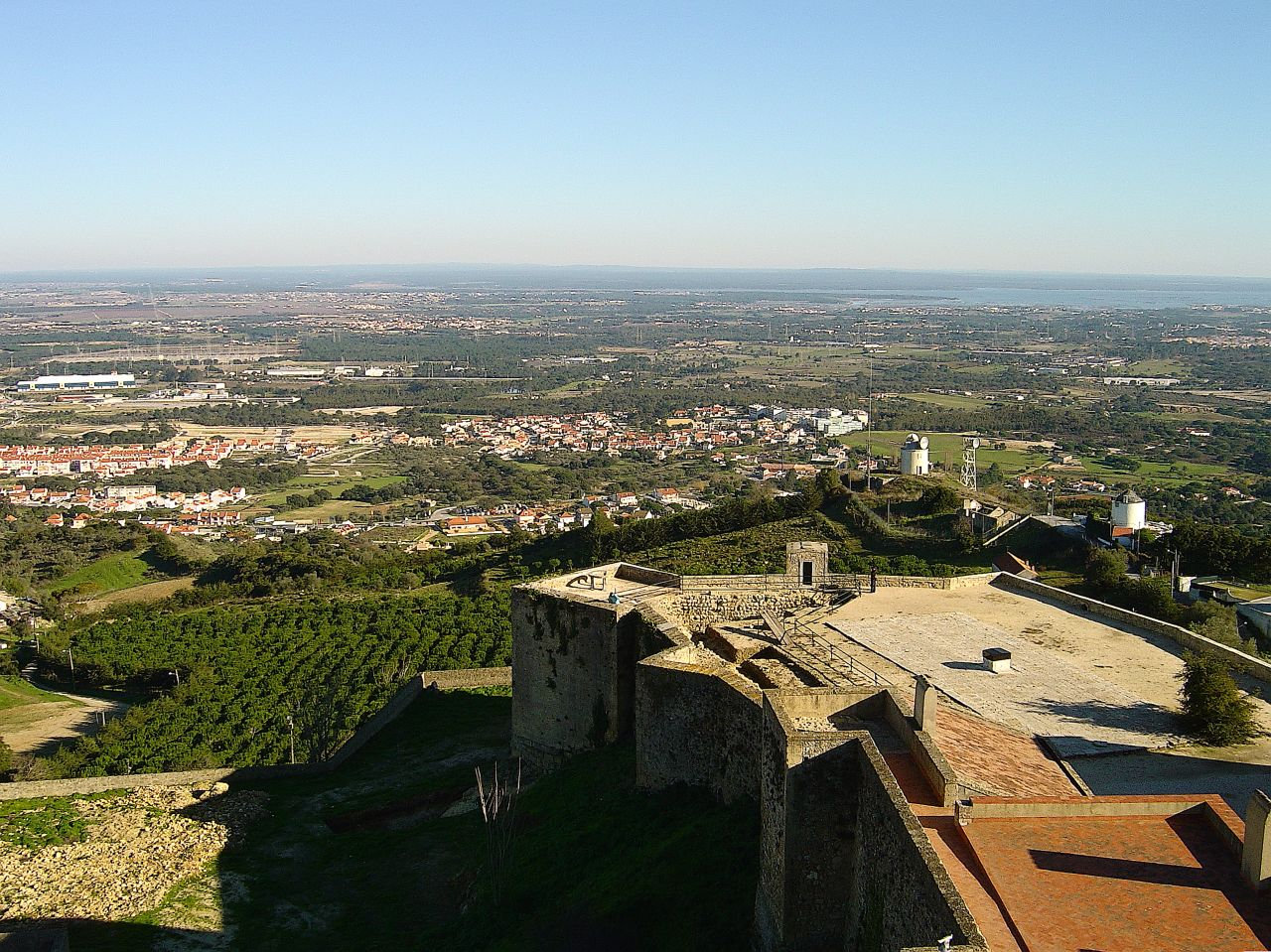
Vista dominante del castillo de Palmela hacia el sur.

Durante el asedio de Lisboa, Almada fue conquistada en la margen sur del Tajo, mientras que Palmela fue abandonada por su guarnición cuando la ciudad de Lisboa cayó en posesión del rey portugués.
En 1151, Ibn Qasi se rebeló contra los almohades en Silves y buscó la protección del rey portugués. Cuando este pacto se hizo público, fue asesinado por un grupo de disidentes y decapitado.

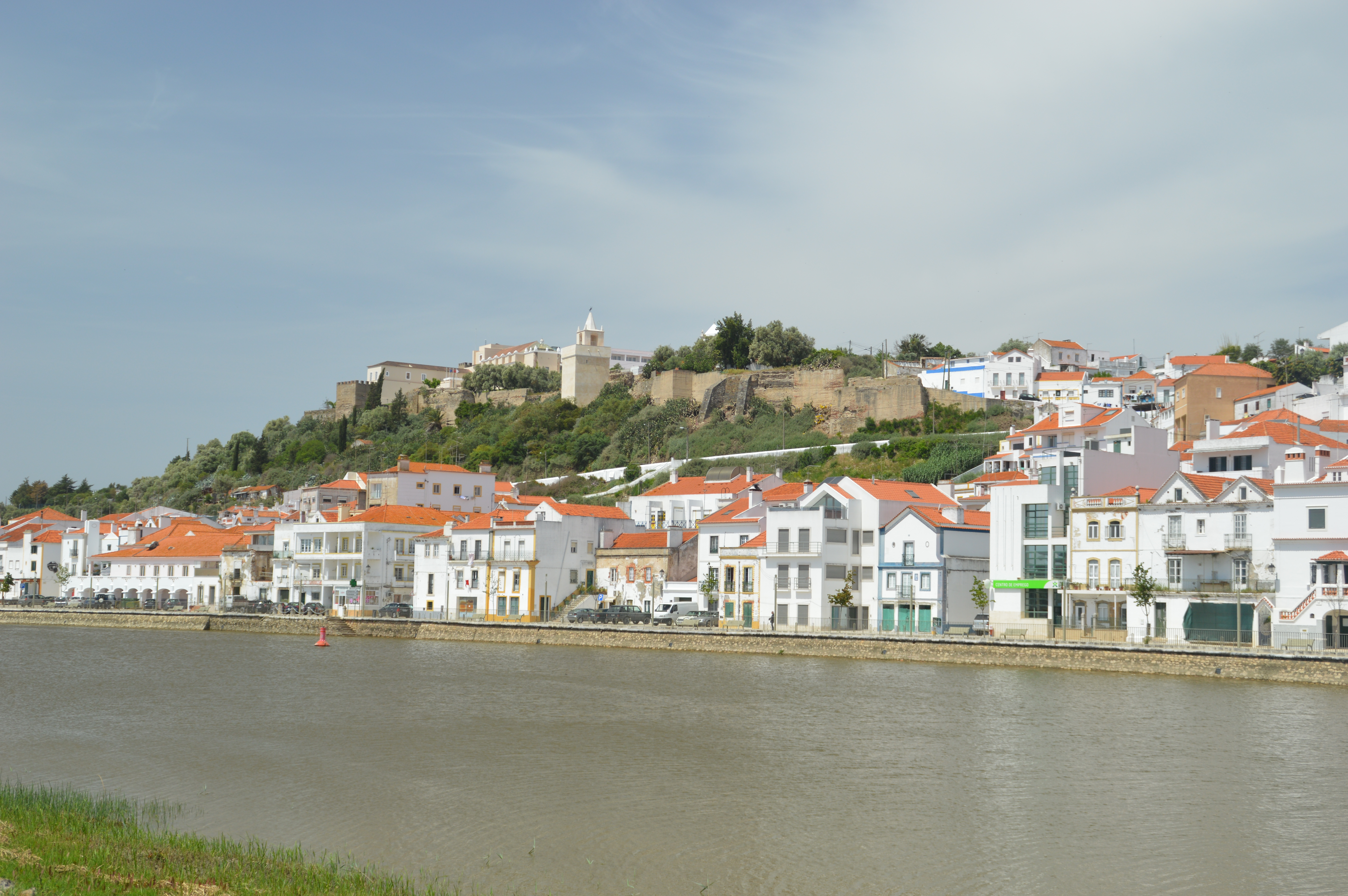
El castillo de Alcácer do Sal.

D. Alfonso Henríquez intentó en 1151 escalar personalmente Alcácer do Sal al frente de sus hombres por sorpresa como había hecho en Santarém, pero los portugueses fueron repelidos y el rey resultó herido, por lo que regresó a Lisboa. Después de tres años de paz, en 1154 Alcácer do Sal volvió a ser fuertemente rodeado por D. Alfonso Henríquez con el apoyo de una flota de cruzados, comandada por el conde Teodorico de Alsacia, pero el castillo resistió.  El tercer intento contra Alcácer se produjo en 1157 cuando una nueva flota de cruzados del Mar del Norte hizo escala en Lisboa en su camino hacia Siria, pero una vez más los cristianos se vieron obligados a retirarse. En abril de 1158 Alcácer do Sal fue nuevamente sitiada y al cabo de sesenta días la ciudad cayó en manos de D. Alfonso Henríquez. Con la caída de Alcácer do Sal, la "ciudad del moro Cacém", actual Santiago do Cacém, también cayó en manos de los portugueses.
En diciembre de 1159 Beja fue tomada.

### Primera invasión almohade
El califa almohade Abd al-Mu'min completó la conquista del Magreb oriental en 1160 y, informado de las conquistas del rey Afonso Henriques al sur del Tajo, a finales de año, cruzó el estrecho de Gibraltar al frente de un gran ejército de 18.000 hombres. El califa envió un destacamento comandado por Abu Mohammed Abdallah Ben Hafs o Benafece al oeste de la península.
En 1161, tuvo lugar una batalla campal en las afueras de Alcácer do Sal entre los almohades dirigidos por Benafece y los portugueses, que fueron derrotados. Beja fue abandonada y todas las conquistas al sur del Tajo, excepto Alcácer do Sal, se perdieron a manos de los almohades.

### Las acciones de Geraldo Sempavor
El califa almohade regresó al norte de África con sus tropas y Beja fue de nuevo conquistada en un ataque nocturno el 30 de noviembre de 1162, en pleno invierno, por caballeros-villanos de Santarém comandados por Fernando Gonçalves.

La cruz de la Orden de Calatrava, más tarde conocida en Portugal como Orden de Avis.

En 1165, Sesimbra fue tomada por la fuerza por Afonso Henriques porque se había enterado de que la ciudad carecía de personal, Conquistada Sesimbra, el gobernador almohade de Badajoz llegó con un cuerpo de tropas para recuperarla, pero fue derrotado en una batalla cerca de Palmela, ciudad que se rindió ese mismo año. Todavía este año, Geraldo Sempavor tomó Évora por la noche, ciudad ofrecida más tarde a D. Alfonso Henríquez, quien lo nombró alcalde de la ciudad. Al año siguiente toma Trujillo, Cáceres, en enero, Montánchez, Alconchel, Serpa y Juromenha, ésta se convirtió en base para atacar la ciudad de Badajoz. Todavía en 1166 se estableció en Évora una nueva Orden de Frailes Caballeros pero, al no estar autorizada por el Papa, se integró en la Orden de Calatrava. El rey D. Afonso Henriques conquistó en este año Coruche, Arronches, Elvas y Odemira, esta última mediante un ataque anfibio sorpresa por el río Mira; en el ataque encontraron una débil resistencia.
En 1167 Monsaraz fue conquistado por los hombres de Geraldo Sempavor que partieron de Évora, mientras que el castillo de Noudar fue tomado por Gonçalo Mendes da Maia.

### El Sitio de Badajoz, 1169

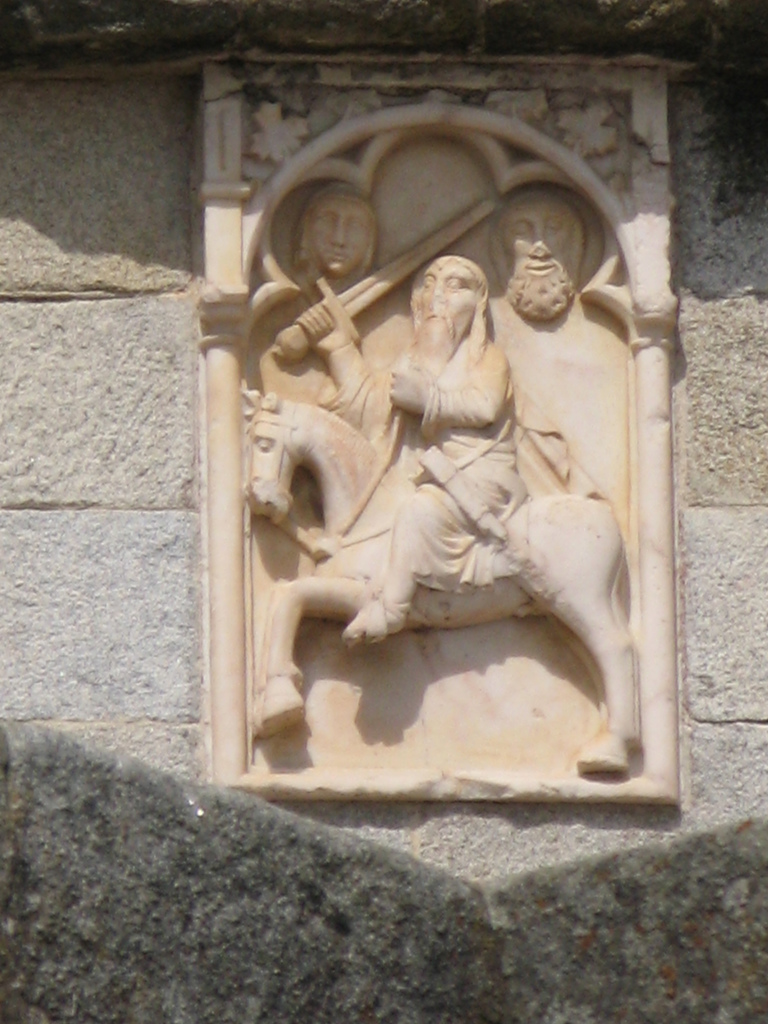
Geraldo Sempavor representado en el escudo de Évora, en la catedral de la ciudad.

Badajoz era una de las más importantes fortalezas de los almohades en el Andaluz y pagaba pareas al rey de León. Debido a los constantes ataques, incursiones y conflictos civiles, los alrededores de Badajoz quedaban despoblados.
En 1167 empezó una nueva guerra entre Portugal y León y en la primavera de 1169 Badajoz fue atacada por Geraldo Sempavor y sus hombres, que escalaron las murallas exteriores y ocuparon la medina. La guarnición, sin embargo, se retiró a la alta alcazaba, imponente ciudadela que los hombres de Geraldo Geraldes no pudieron tomar, por lo que pidieron ayuda a D. Alfonso Henríquez.
La hueste del rey Alfonso se instaló en la medina, pero los defensores de Badajoz, atrapados en la fortaleza, fueron rescatados a tiempo no por el califa almohade, sino por el rey de León. Cuando D. Alfonso atravesó la puerta de la ciudad a caballo, se rompió una pierna al impactar con uno de los rayos, y fue posteriormente capturado por los leoneses, en Caia.
El rey de León trató a su homólogo portugués con cortesía pero D. Alfonso aún tuvo que pagar un gran rescate y ceder territorios en Galicia a cambio de libertad, que le fue concedida al cabo de dos meses. Aunque pasó algún tiempo en Termas de São Pedro do Sul recuperándose, nunca más pudo montar a caballo.
Geraldo Sempavor también fue capturado y obligado a ceder los castillos de Trujillo, Montánchez, Santa Cruz y Monfrague, a cambio de la libertad. Todavía en 1169, D. Alfonso Henríquez donó a los Templarios las tierras en las que se construyó o reconstruyó el castillo de Cardiga, cerca del Tajo, y el castillo de Zêzere.

### Ataques almohades 1170-1173
El desastre de Badajoz en 1169 no quebró el espíritu de los portugueses. Unos meses más tarde, Geraldo Sempavor reanudó los ataques contra la región de Badajoz y logró atraer a su guarnición a una emboscada mediante un ataque fingido. El 15 de mayo de 1170 capturó una gran caravana de suministros enviada para paliar el hambre en Badajoz. Como Don Alfonso ahora no podía montar ni liderar a su hueste en campaña, el príncipe Sancho fue nombrado caballero en la iglesia de Santa Cruz en Coimbra, el 15 de agosto de 1170. Unas semanas más tarde, en septiembre, el príncipe dirigió un nuevo asedio contra Badajoz, ya seriamente debilitada, pero la ciudad volvió a ser rescatada a tiempo, ya no sólo por fuerzas leonesas, sino también por un ejército almohade, comandado por Abu Hafs Umar ibn Yahya al-Hintati. Los portugueses se retiraron en buen estado, en octubre o principios de noviembre.

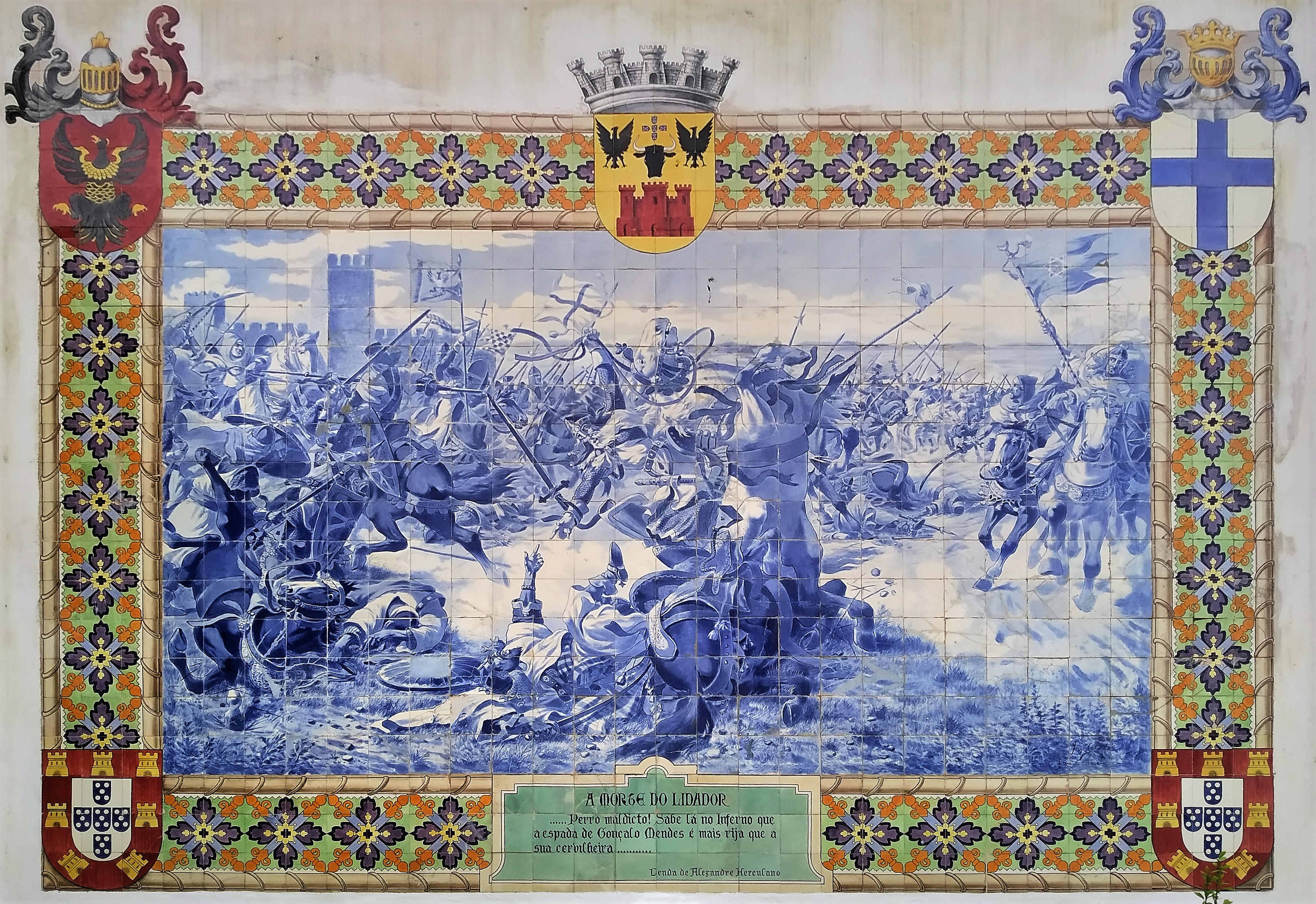
La muerte del Lidador en Beja, en 1170.

El ataque a Badajoz alarmó a los almohades que, en 1170, organizaron un ataque a Portugal, reconquistaran Jurumeña a los hombres de Geraldo y sitiaron Beja. Hube una breve lucha bajo las murallas desta ciudad en abril y, en julio, se ven obligados a levantar el asedio. 
Santarém fue asediada en 1171 por los almohades, pero los musulmanes se retiraron en cuanto llegaron noticias de que el rey Fernando II de León se acercaba con un ejército para acudir en ayuda del rey portugués, que lideraba la defensa de la ciudad. Por iniciativa de D. Gualdim Pais, maestro de los Templarios, en 1171 se restauró el castillo de Almourol. La Orden de Santiago se estableció en Portugal en 1172 por invitación del rey Don Alfonso, quien les ofreció el Castillo de Monsanto y, al año siguiente, el Castillo de Abrantes.
En octubre de 1173 se celebró una tregua de cinco años entre D. Alfonso Henríquez y los almohades.

### Tregua de 1173 a 1178
Después de firmar una tregua, Geraldo Sempavor abandonó el servicio del rey D. Alfonso y se puso con 350 hombres a disposición de los almohades, que lo enviaron al norte de África.

Escudo de Lisboa.

Es en este contexto de tregua que algunos mozárabes de Lisboa navegaron a Sagres y desde allí trajeron las reliquias de San Vicente, cuyo cuerpo fue enterrado en un templo del "Promontorio Sagrado". El lugar donde se guardarían las reliquias dio lugar incluso a una animada disputa en Lisboa entre los mozárabes residentes en Santa Justa, el decano y cabildo de la Catedral y los canónigos regulares de San Agustín del Monasterio de São Vicente de Fora. Sólo mediante la intervención armada del fronterizo extremeño Gonçalo Viegas de Lanhoso, que descendió de la fortaleza con un cuerpo de tropas, se pudo restaurar el orden y depositar el cuerpo del santo en la catedral previo acuerdo entre las partes. El escudo de Lisboa pasó, a partir de entonces, a representar un barco con cuervos, que supuestamente acompañaron el cuerpo del santo en el viaje desde Sagres hasta Lisboa.
Firmadas estas treguas, Geraldo Geraldes abandonó el campamento de D. Alfonso y, con 350 hombres, partió hacia Sevilla para ponerse al servicio del califa almohade, quien lo trasladó a él y a sus compañeros a la región de Suz, en Marruecos. Sin embargo, cuando sus cartas al rey portugués fueron interceptadas más tarde, el Sempavor fue trasladado nuevamente, más hacia el interior, a la región de Draa, cuyo gobernador lo ejecutó.
En 1176, D. Alfonso Henríquez donó Coruche y su castillo a la orden de Calatrava, que defendía el camino que unía Santarém con Évora.

### La gran 'Incursión de Triana', 1178
Tras finalizar la tregua con los musulmanes, el Príncipe Don Sancho dirigió un gran ataque en territorio musulmán. Las tropas se reunieron en Coimbra en mayo e incluían infantería y caballería, contingentes calatravos, milicias concejales de la ciudad y también de varias otras localidades, como Santarém, Lisboa y Évora, y las mesnadas de algunos de los nobles más importantes de Portugal. La hueste contaba con alrededor de 2.300 caballeros y 5.000 peones, una de las mayores fuerzas movilizadas por la Corona portuguesa hasta entonces.
Las regiones de Beja todavía bajo control almohade fueron saqueadas. Los portugueses cruzaron la Sierra Morena y llegaron a Sevilla en noviembre, pero la hueste portuguesa era insuficiente para tomar la gran ciudad. Los portugueses acamparon a pocos kilómetros al oeste de Sevilla y derrotaron a un ejército almohade enviado para interceptarlos en una gran batalla de campo, cerca de la ciudad.
Aunque Sevilla quedaba en la margen izquierda del río, el barrio de Triana quedaba en la margen derecha, accesible desde la ciudad por una puente de barcas cerca de la Torre del Oro. Una torre en la margen derecha dominaba el acceso a la puente. Los suburbios fueron saqueados y se tomaran ricos botines.
En el camino de regreso a Coimbra, Niebla y Gibraleón fueron saqueadas. Un destacamento de 1.400 jinetes ligeros junto con la guarnición de Alcácer do Sal derrotaron a un contingente almohade de Beja y Serpa, comandado por los alcaldes Ibn Wazir e Ibn Timsalit, ambos muertos en combate. El gran fosado de Triana fue una de las operaciones militares más audaces jamás llevadas a cabo en la historia de Portugal y permitió al príncipe Sancho afirmarse como un digno comandante y heredero al trono.

### Ataques Almohades 1179-1184

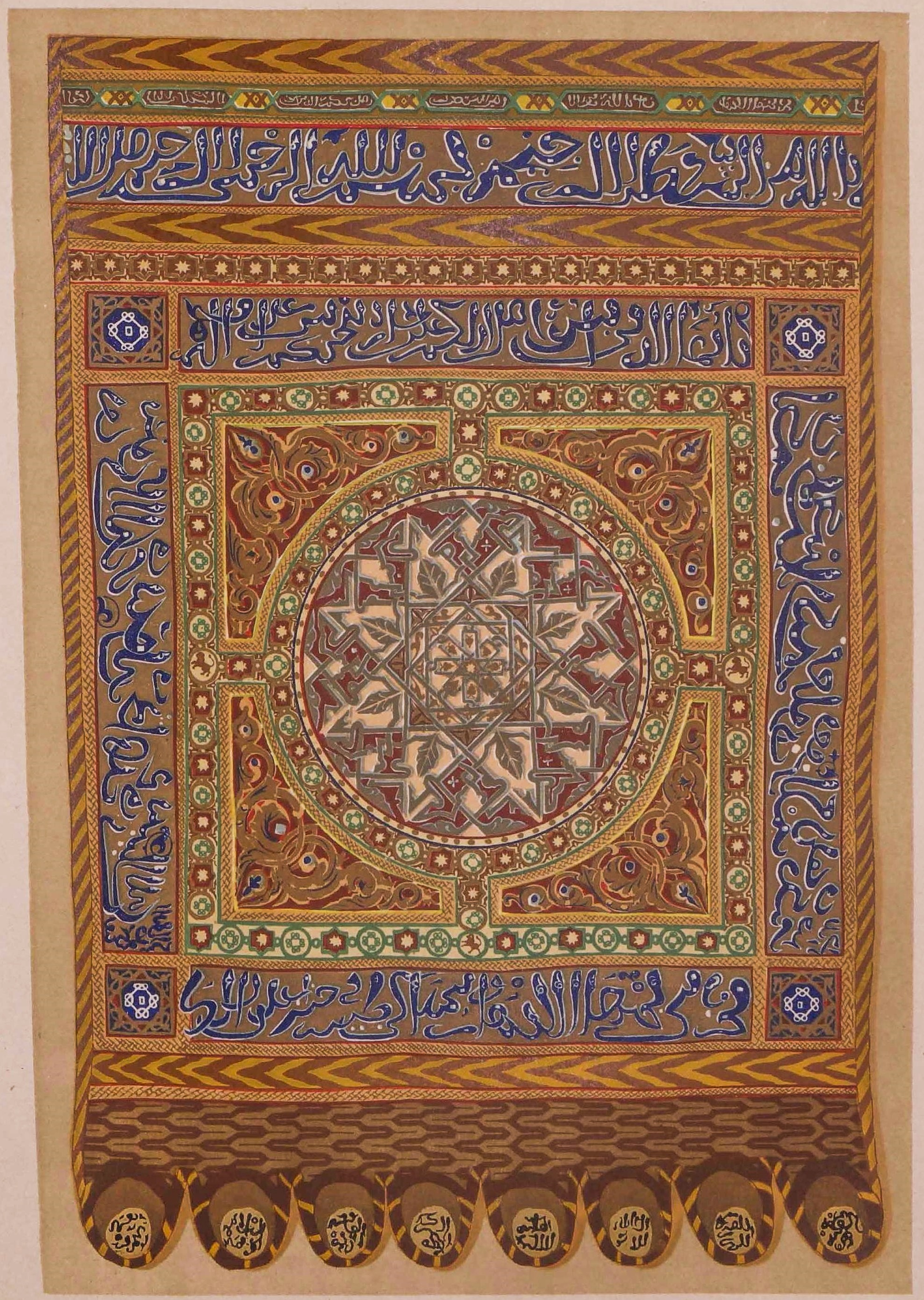
Pendón almohade de 1212.

Las represalias por el ataque de Triana se produjeron al año siguiente, cuando los almohades invadieron Portugal por la segunda vez y atacaron el castillo de Abrantes, que no pudieron conquistar.
En 1180, los almohades se prepararon para atacar Portugal por tercera vez. Una flota de galeras partió de Sevilla para atacar las costas del país y fue en estas circunstancias que, en julio, tuvo lugar la Batalla del Cabo Espichel, en la que el primer almirante de Portugal Don Fuas Roupinho destrozó la flota musulmana. Luego partió hasta Ceuta, donde capturó los buques en el puerto. A finales de 1180, también partió de Sevilla un ejército almohade bajo el liderazgo de Mohammed Ibn Iussuf Ibn Wammudin, que sitió Évora, mientras un destacamento destruía Coruche y cautivaba sus habitantes. Al mismo tiempo, a principios de 1181, el almirante portugués y su flota de 21 galeras partió del Tajo pero fue destrozada por una armada de 51 galeras musulmanas, que captura 20 buques. En Évora, sin embargo, los almohades se vieron obligados a levantar el asedio y regresar a Sevilla.
En la primavera de 1184, el propio califa almohade cruzó el Estrecho de Gibraltar al frente de un gran ejército y, pasando por Sevilla y Badajoz, invadió Portugal por cuarta vez para imponer un sitio a la ciudad de Santarém, defendida por el infante D. Sancho I y el rey D. Alfonso Henríquez. Tan pronto como se supo del asedio de Santarém, el rey Fernando II de León partió hasta Santarém con un ejército para ayudar a los portugueses.
El califa ordenó a un destacamento de su ejército sitiar también Lisboa, pero las órdenes fueron mal transmitidas y todos sus guerreros empezaran a dispersar. Mientras intentaba restablecer el orden, el califa fue atacado y murió poco después, el 29 de julio de 1184.

### Tregua, 1184-1189

Pendón de D. Sancho I.

Tras la muerte del califa Abu Yaacub Yúsuf, su hijo y sucesor, Abu Yúsuf Yaacub negoció una tregua con el infante D. Sancho. El 6 de diciembre de 1185 falleció el rey D. Alfonso I y le sucedió en el trono su heredero como D. Sancho I.
Los primeros cuatro años del reinado de D. Sancho fueron pacíficos. El rey se enfrentó al problema de grandes extensiones de territorio semiabandonado, pueblos arruinados y campos baldíos debido a la guerra. El rey aprovechó la oportunidad para concentrarse en la administración de su reino, y otorgó cartas que regulaban las leyes y privilegios de varias ciudades portuguesas, como Gouveia y Covillana en 1186, Viseu y Braganza en 1187 y Folgosinho y Valhelhas en 1188. Se construyó un nuevo castillo en la frontera gallega, en Valença, en la época conocido como Contrasta. El Castillo de Alcanede fue donado por el rey a la Orden de Calatrava en 1187.

### La conquista de Silves, 1189

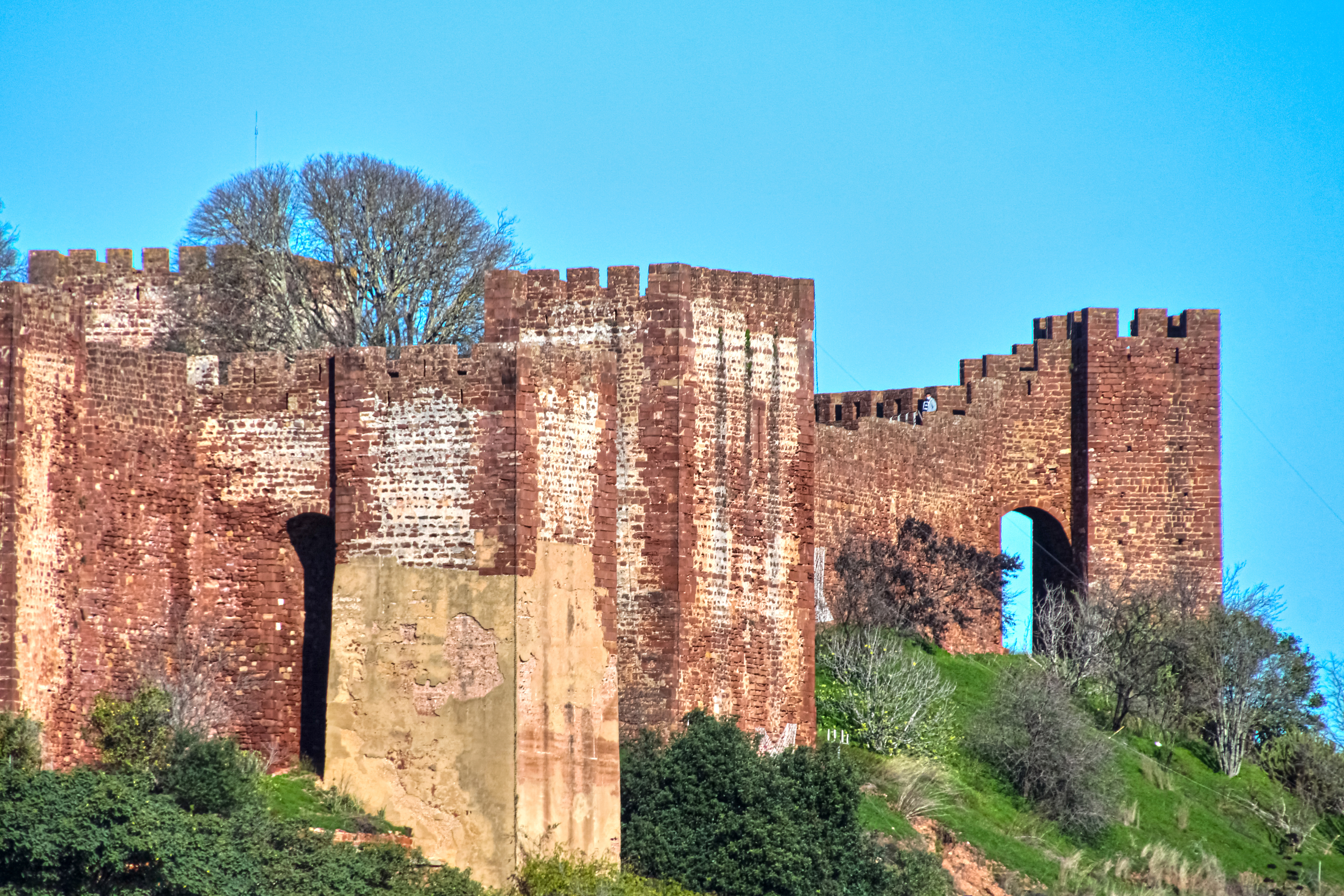
Murallas y torres albarranas de la alcazaba de Silves.

Cuando en octubre de 1187 Jerusalén fue conquistada por Saladino, el escándalo en Europa fue grande y el Papa Gregorio VIII convocó a una nueva cruzada, la tercera. El rey portugués Sancho I comprendió que para llegar a Tierra Santa, los cruzados que viajaran por mar tendrían necesariamente que pasar por las costas portuguesas y, cuando en junio de 1189, los primeros buques del norte de Europa, procedentes de Dinamarca y Frisia hicieron escala en Lisboa, les invitó D. Sancho a atacar el castillo de Alvor, en la costa del Algarve, lo que hicieron de camino a Palestina.
Una nueva flota de buques cruzados hizo escala en Lisboa el 3 o 4 de julio y, esta vez, el rey Sancho II logró obtener su apoyo para su planeado ataque contra la gran ciudad musulmana de Silves, la más importante del suroeste peninsular.
El 20 de julio de 1189, el ejército portugués y los cruzados, que habían llegado a Silves por mar desde Lisboa, remontando el río Arade, acamparon cerca de Silves. La ciudad fue atacada al día siguiente y, después de aproximadamente un mes y medio de violento asedio, en el que se utilizaron máquinas de asedio, los habitantes se rindieron. Junto con Silves, se rindieron los castillos circundantes en Albufeira, Lagos, Alvor, Portimão, Monchique, Santo Estêvão,  Carvoeiro , São Bartolomeu de Messines, Paderne y Sagres.La hueste real partió en septiembre y, a su regreso, Beja fue capturada; en diciembre y el rey se encontraba ya en Coimbra.

### La gran invasión almohade de 1190

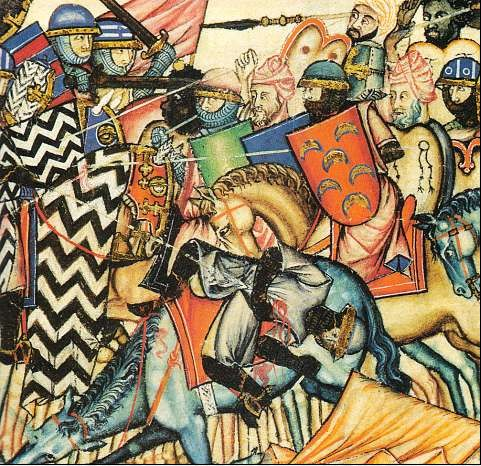
Batalla de la Reconquista representada en las Cantigas de Santa María.

Desde 1188 que el califa almohade Abu Iúçufe Iacube Almançor había planeado una importante campaña contra Portugal, antes de la conquista de Silves. La toma de esta prestigiosa ciudad por los portugueses provocó un escándalo en el Magreb y el califa ordenó predicar la guerra santa. En abril de 1190 cruzó el estrecho con un gran ejército y, en junio, sitió Silves. El califa, sin embargo, dejó a su primo Sayyid Yaḥyā ibn ʿUmar al frente de las operaciones y luego partió hasta Córdoba, ciudad donde se reunió con embajadores del rey Alfonso VIII de Castilla, quienes aceptaron una tregua, dejando así a los musulmanes sus manos libres para el gran ataque planeado contra Portugal.
Desde Córdoba, el califa almohade procedió contra territorio portugués, entrando por el Alentejo.
Silves fue nuevamente atacada y al mismo tiempo la ciudad de Torres Novas fue atacada y tomada. A sus defensores se les concedió la libertad, pero la ciudad fue arrasada. El califa atacó personalmente Tomar, un poderoso castillo templario eficazmente defendido por Gualdim Pais, maestro de los Templarios en Portugal. El objetivo del califa, sin embargo, era conquistar la importante ciudad y fortaleza de Santarém.

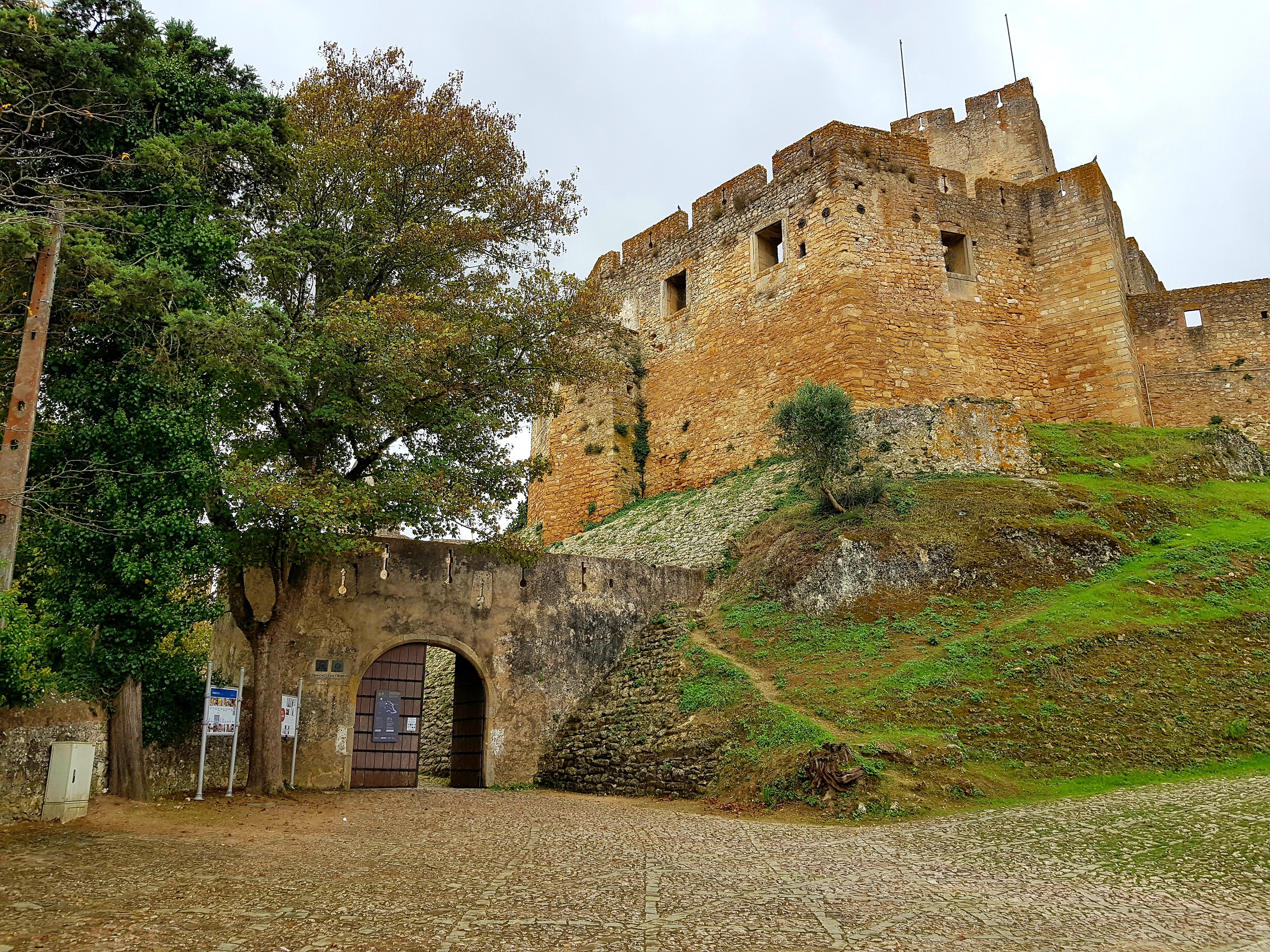
Alcazaba de Tomar.

Casualmente, buques cruzados que llegaban del norte de Europa rumbo a Tierra Santa se detuvieron en Silves y Lisboa, separados por el mal tiempo. En Lisboa se encontraba el rey Don Sancho, quien logró obtener el apoyo de 500 cruzados para ayudar a Santarém y así rechazó las propuestas de paz del califa, que exigía la entrega de Silves. El rey luego partió para ayudar a Santarém y se instaló en la ciudad con sus hombres. Santarém fue rodeada pero, habiendo encontrado una resistencia más tenaz de lo previsto, pasados cinco días el califa ordenó levantar los sitios de Santarém y Tomar y partió hacia el sur. Enfermo, dejó también Silves y se retiró a Sevilla, ciudad donde pasó el invierno con su ejército.
En Lisboa se produjeron graves enfrentamientos entre los cruzados y la población judía y musulmana de la ciudad, que provocaron la detención de unos 700 cruzados. El 24 de julio los cruzados abandonaron Lisboa.

### La gran invasión almohade de 1191

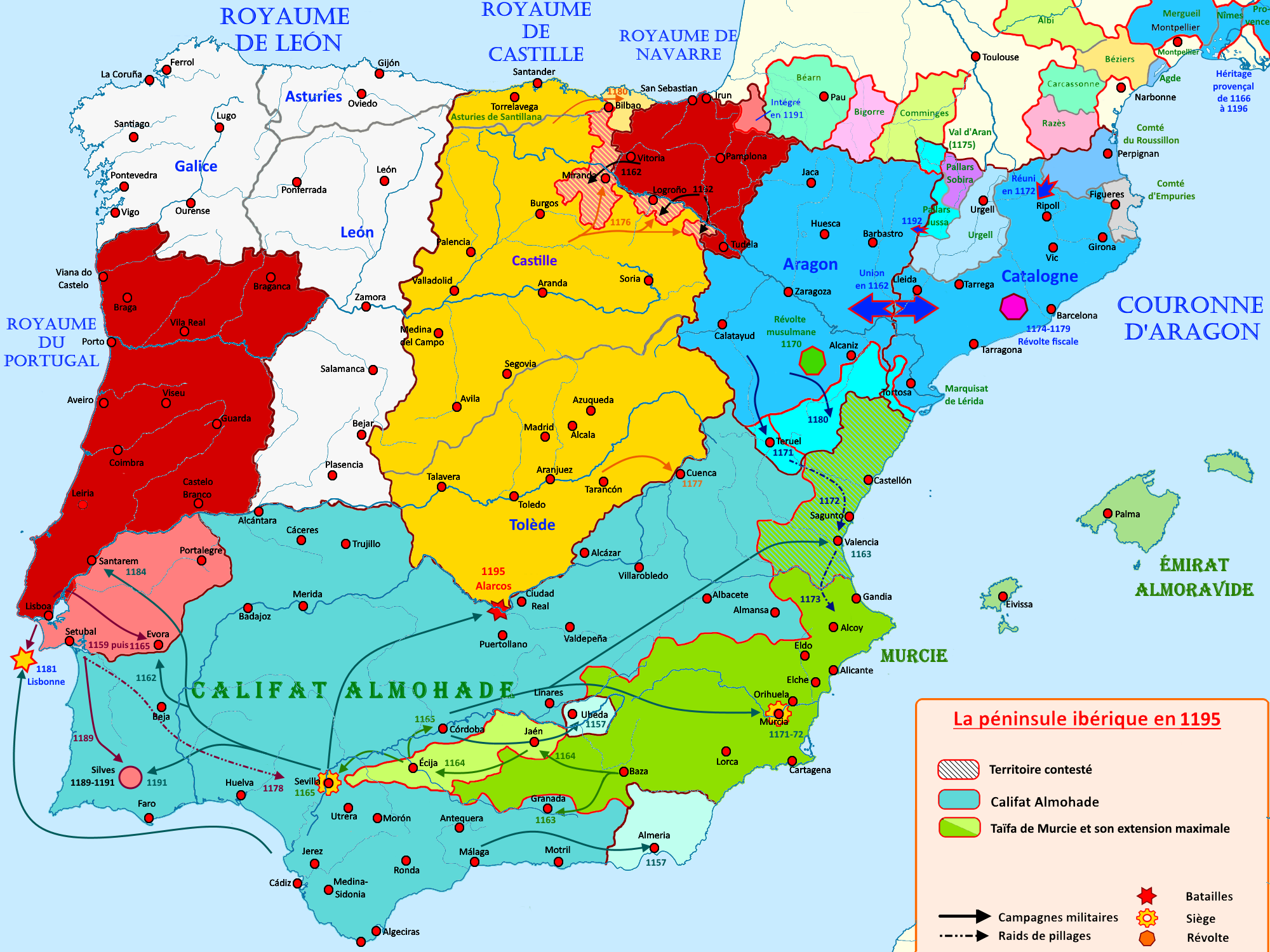
La península ibérica en 1195.

Una nueva campaña contra Portugal fue lanzada por el califa Almanzor en abril de 1191, mayor que la del año anterior y mejor preparada. Alcácer do Sal fue rodeada y tomada quando sus defensores capitularon a cambio de sus vidas. Luego se instaló en el castillo de la ciudad una guarnición musulmana, bajo la supervisión de Muhammad Ibn Sidray Ibn Wazir. Ciertas rentas de Ceutas y Sevilla se destinaron a costear el mantenimiento de esto castillo.
Después de Alcácer do Sal fueron tomadas Palmela, Coina y Almada. El castillo de Leiria fue arrasado y la región de Coimbra invadida.
En el Algarve, el castillo de Alvor se perdió para manos almohades. Se impuso un nuevo asedio a Silves y esta vez el califa tenía cuatro veces más máquinas de asedio que los defensores. La almedina fue invadida por los almohades y la guarnición se retiró a la alcáçova, una alta ciudadela. Con la autorización del rey, se rindieron el 25 de julio y se les permitió salir con vida.
Tras firmar una tregua de cinco años, el califa almohade regresó a Marruecos. Así se perdieron todas las conquistas portuguesas al sur del Tajo, a excepción de la ciudad de Évora, que quedó aislada en manos cristianas.

## Consolidación 1191-1217

Cruz de los Caballeros Hospitalarios.

Para reforzar la línea del Tajo ante futuras incursiones musulmanas, el rey Don Sancho siguió una política de consolidación y fortificación del territorio ya conquistado, apoyándose en gran medida en las Órdenes militares, que no sólo defendían el territorio pero también desarrollaban la agricultura. Los Templarios recibieron tierras en Santarém y Idanha. El castillo de Santarém fue entregado a los santiaguistas. A los calatravos, el castillo de Mafra fue entregado en 1193 con su territorio. En 1194, el rey donó las tierras de Guindintesta a la Orden del Hospital, hace ya unas décadas en territorio portugués, y allí se levantaría el primer castillo hospitalario de Portugal, el castillo de Belver.

### La Batalla de Alarcos 1195
En esta época reinaba en Castilla el rey Alfonso VIII de Castilla, quien invadió Andalus con una gran hueste hasta Algeciras. Para hacer frente al avance cristiano y, sobre todo, castellano, el califa almohade ordenó predicar la guerra santa y cruzó de nuevo el estrecho de Gibraltar al frente de un numeroso ejército. Alfonso VIII apeló a los reyes vecinos por una gran coalición peninsular, pero los monarcas de León, Navarra y Aragón se abstuvieron y sólo Don Sancho envió un cuerpo de tropas para ayudar a Castilla. Comandabalo el antiguo alcalde de Silves Rodrigo Sanches y el maestro Gonçalo Viegas de Lanhoso. 
El ejército luso-castellano fue seriamente derrotado en batalla por los almohades y el rey Alfonso VIII casi fue capturado . En la batalla murió el maestro Gonçalo Viegas. El rey de Castilla firmó entonces una tregua con los almohades y estos se retiraron a Sevilla con un valioso botín.
En 1199 se fundó la ciudad de Guarda, en un lugar que no sólo era de difícil acceso, sino que permitía vigilar hasta veinte leguas de territorio circundante. En el mismo año, D. Sancho donó a los Templarios la Herdade da Açafa, donde se construió Castelo Branco. En 1200 Benavente fue fundada por la Orden de Calatrava. El hambre fue extrema en 1202 en toda Europa occidental, incluido Portugal, y el avance hacia el sur se vio interrumpido para dedicar mayores esfuerzos al asentamiento y desarrollo agrícola.
En 1205 o 1206 Idanha-a-Nova fue fundada y entregada a los Templarios.

### La gran Batalla de Navas de Tolosa 1212

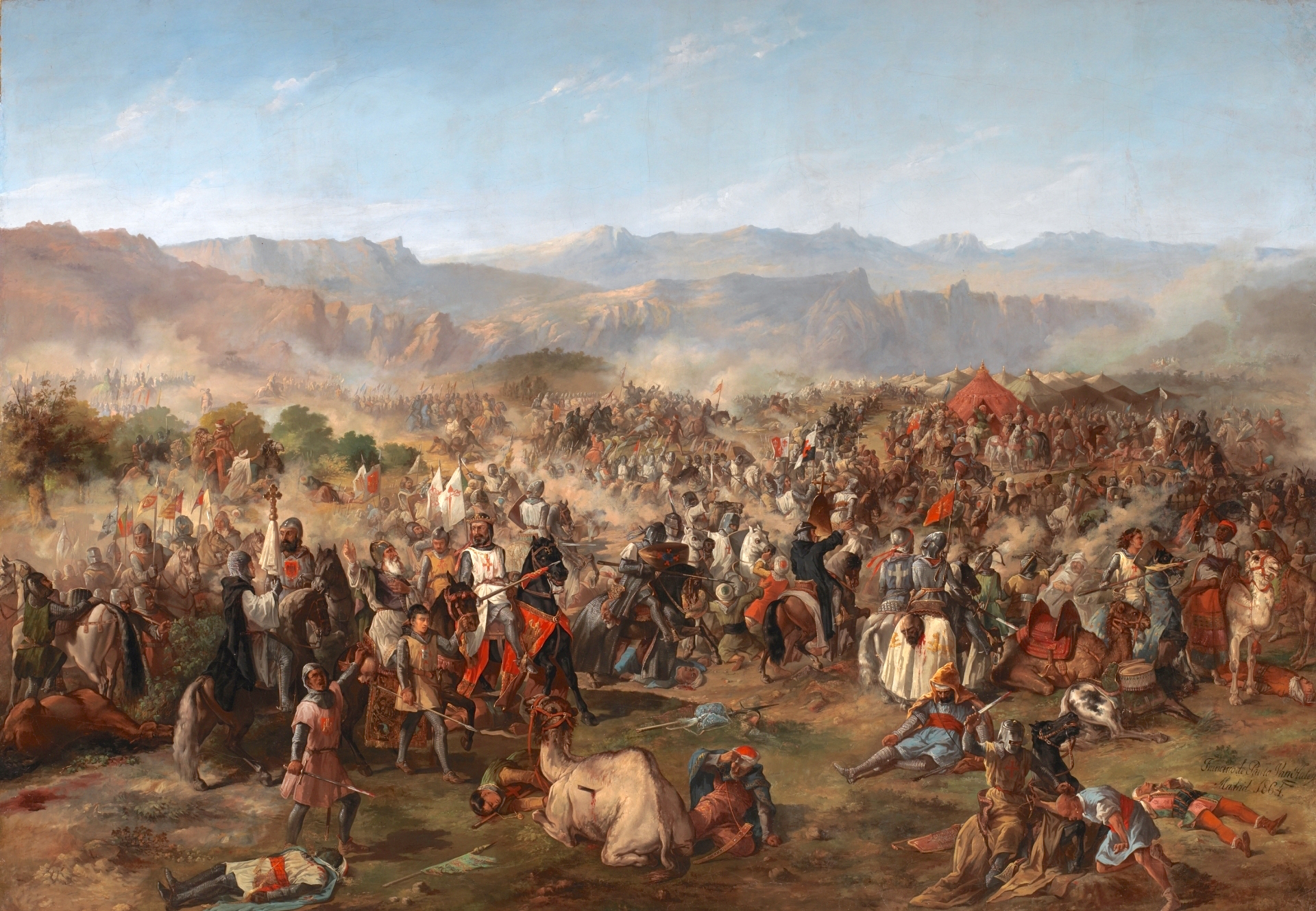
La Batalla de las Navas de Tolosa

El 26 de marzo de 1211 falleció D. Sancho I y le sucedió en el trono Alfonso II de Portugal. El rey donó las tierras de Avis a la Orden de Calatrava ese mismo ano, con la condición de que construyeran aquí un castillo, que estaría terminado en 1214. Este pueblo se convirtió en la sede de la Orden de Calatrava en Portugal y posteriormente sede de la Orden de Aviz. En 1211 estalló la guerra civil en Portugal entre el rey y sus tres hermanas, Doña Mafalda, Doña Teresa y Doña Sancha. El rey de León se vio implicado en este conflicto poniéndose del lado de las infantas. 
Mientras tanto, en Castilla, el rey Alfonso VIII lanzó una nueva guerra contra los almohades, después de que expirara la tregua firmada con ellos y el califa Muhammad Nasser reuniera de nuevo un enorme ejército. Esta vez, sin embargo, el rey de Castilla logró obtener el apoyo de los reyes de Navarra y Aragón, así como de las distintas Órdenes religiosas y voluntarios de toda Europa.
El rey portugués no pudo ayudar personalmente a los reyes emparentados, pero a pesar de estar involucrado en la guerra con sus hermanas y León, Don Alfonso II envió un cuerpo de tropas para luchar contra los almohades. La hueste estaba compuesta principalmente por milicias concejales pero también incluía escuadrones templarios y otros voluntarios que se unieron a la expedición, dirigida por el maestro templario Gomes Ramires.
Los portugueses se distinguieron en la batalla de Navas de Tolosa. El castellano Rodrigo de Toledo comentó que "un cierto número de guerreros de las partes de Portugal, multitud de peones de maravillosa agilidad, resistieron fácilmente los rigores de la campaña y atacaron con audacia", escribiendo también Lucas de Tuy que "se apresuraron al combate como a un banquete".

## Conquista definitiva del Alentejo 1217-1238

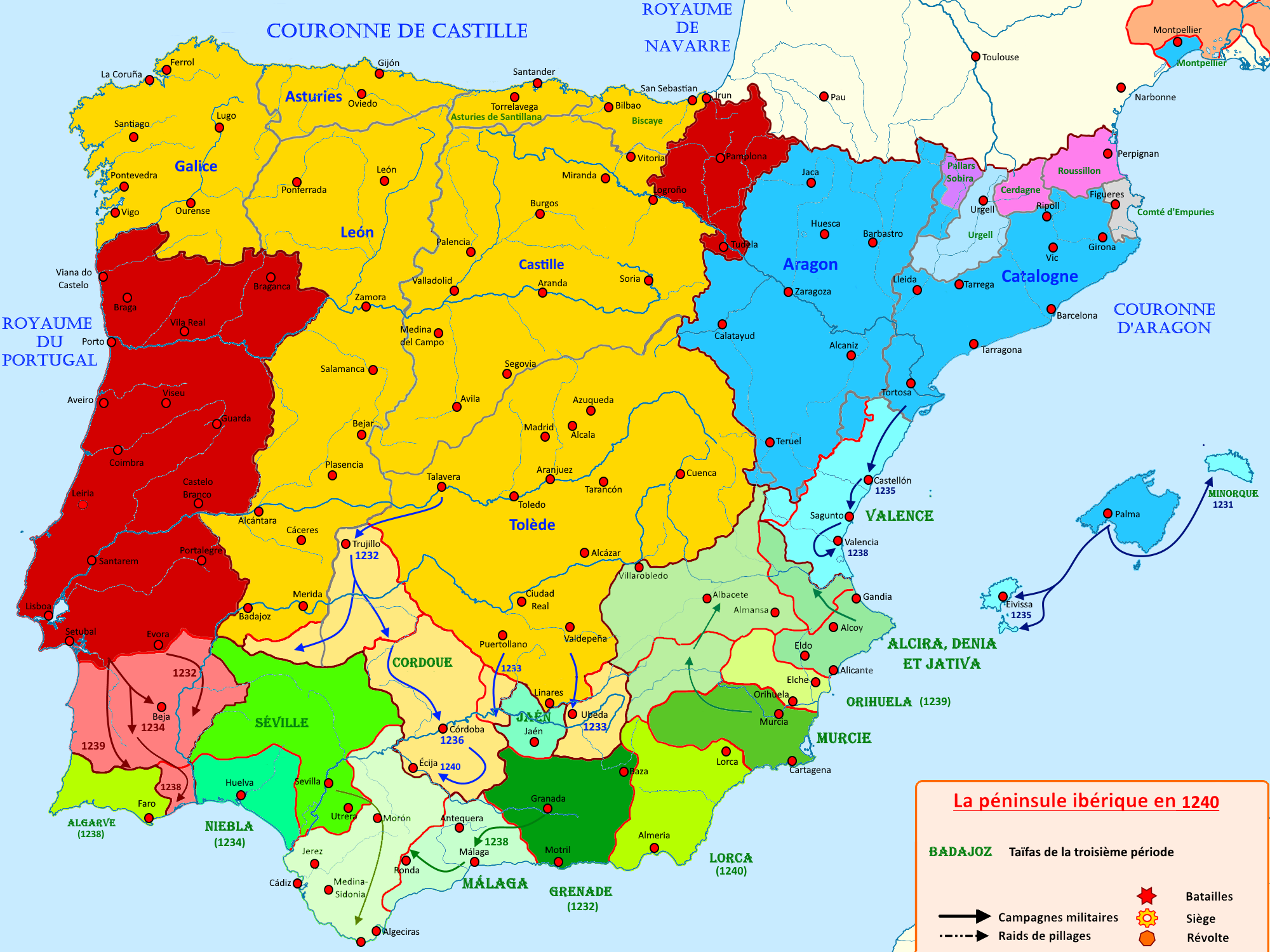
La península ibérica en 1240

Desde la reconquista almohade en 1191 que Alcácer do Sal era la principal base naval musulmana en la costa occidental de la península y la principal amenaza para Lisboa. La iniciativa de conquistar esta ciudad vino del obispo de Lisboa Soeiro Viegas, que predicó la cruzada por todo el reino, invirtió en ella sus propios recursos económicos y obtuvo la colaboración tanto del obispo de Évora, como del abad de Alcobaça, de las órdenes militares y de los cruzados flamencos, sajones y frisones cuya flota había llegado a Lisboa, de camino a Palestina. El grueso del ejército estaría formado por infantería de las milicias concejales, pero también incluiría algunos caballeros, alrededor 300, así como contingentes templarios, liderados por el maestro D. Pedro Alvites, santiaguistas, liderados por D. Martim Pais Barregão y hospitalarios, liderados por el Prior D. Gonçalves de Cerveira.

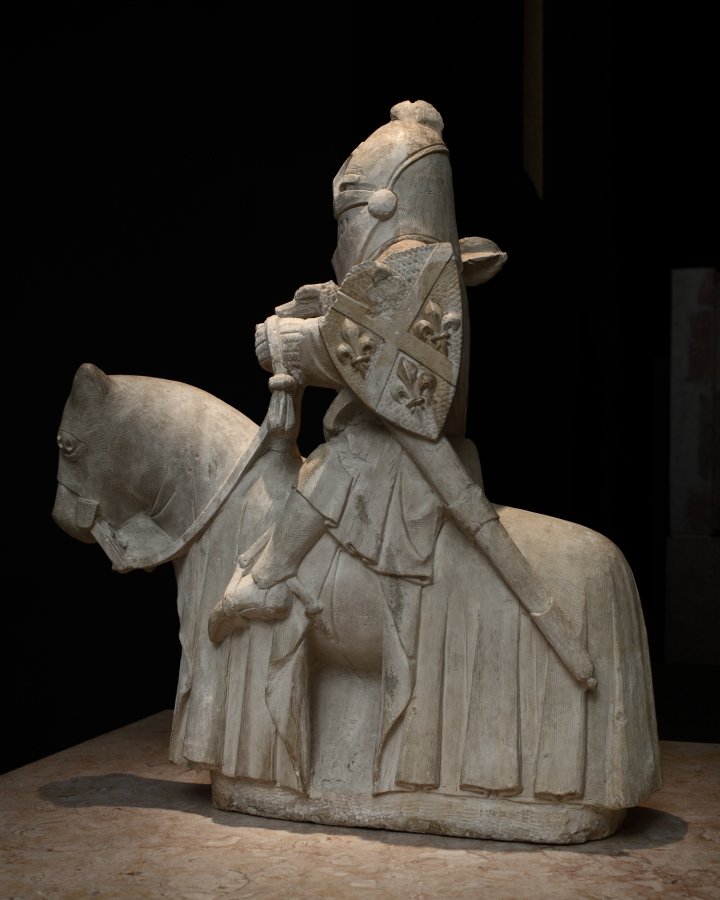
Escultura de un caballero medieval, de Mestre Pero.

La hueste y la flota cristiana partieron de Lisboa hacia Alcácer do Sal en los últimos días de junio de 1217, la ciudad fue asediada con fundíbulos, arietes, minas y torres de asedio. Mientras las fuerzas cristianas se acercaban, el alcalde de Alcácer, Abdallah Ben Wazir, lanzó un pedido de ayuda a las guarniciones musulmanas de la región y en la mañana del 11 de septiembre comenzó la Batalla de Ribeira de Sítimos, en la que los portugueses destrozaran a un ejército de socorro almohade, procedente de Jaén, Córdoba, Sevilla y Badajoz, mientras los cruzados permanecían bloqueando Alcácer, con sus buques. Ya muy debilitado, los defensores de Alcácer se rindieron a mediados de octubre y se les permitió partir sólo con sus vidas. Los caballeros de la Orden de Calatrava y su maestre Dom Fernão Anes reconquistaron también Veiros, Borba, Monforte y Vila Viçosa, en los alrededores de Elvas, en la misma ocasión.
En 1219, los santiaguistas tomaron Santiago do Cacém. En el mismo año, el rey D. Alfonso II de Portugal firmó una tregua con los musulmanes.

### Tregua 1219-1225
El rey Alfonso II de Portugal se vio envuelto en conflictos con la nobleza, el clero y el vecino reino de León, por lo que en 1219 firmó una tregua con los musulmanes para centrarse en la gestión interna de su reino. Murió en 1223 y le sucedió en el trono el rey Sancho II.

### Conquista del Bajo Alentejo, 1225-1238

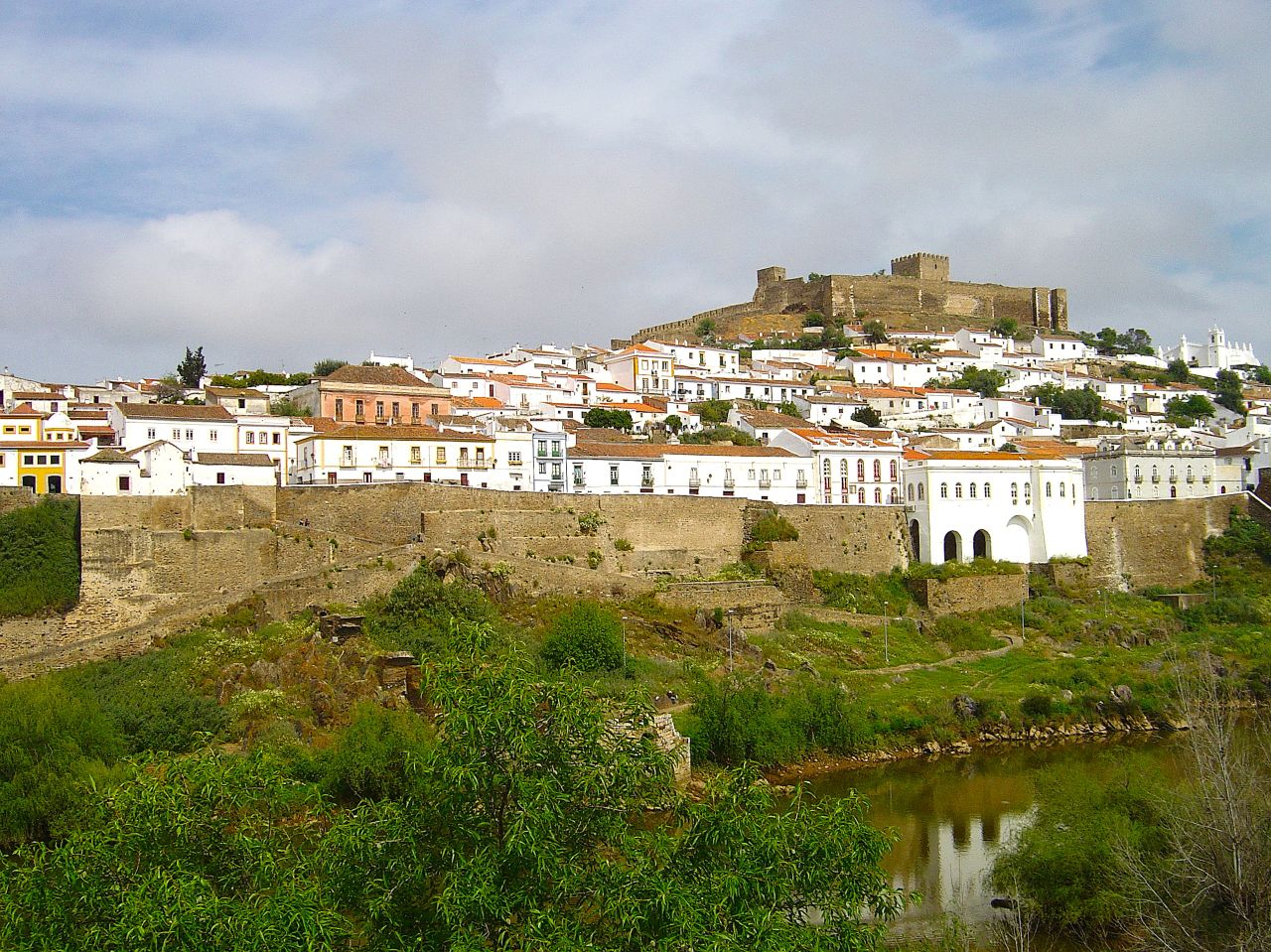
La ciudad y el castillo de Mértola.

Tras el asesinato del califa Abd al-Wahid y la usurpación del trono por un pretendiente rival, estalló la guerra civil entre los almohades de Andalus en 1225. Ese mismo año, la región de Sevilla fue de nuevo invadida por caballeros portugueses. Como el gobernador almohade de Sevilla se negó a enfrentarse a los portugueses en combate, los habitantes se armaron espontáneamente y salieron al campo de batalla, pero fueron masacrados no lejos de las murallas de la ciudad.
En la primavera de 1226, el rey Don Sancho II asedió Elvas al mismo tiempo que los leoneses atacaban Badajoz. El arzobispo de Braga y el alférez real Martim Anes estaban al mando de la hueste real. Los campos circundantes fueron saqueados, arriesgando el rey su vida en la acción, pero al ver que los leoneses no conseguían conquistar la poderosa ciudad de Badajoz y que se acercaba el otoño, Elvas fue abandonada.
Nuevas incursiones portuguesas y leonesas asolaron la región de Sevilla en 1228. La falta de respuesta a las incursiones cristianas precipitó la revuelta de las poblaciones andalusíes contra los almohades y se inicia un nuevo periodo de taifas. En octubre de este año, el califa Abu El-Ola abandonó Sevilla y regresó a Marruecos con las tropas que le quedaban, cuando la península Ibérica ya se consideraba perdida.
En 1230, los caballeros portugueses que regresaban de la campaña del rey de León contra Mérida se encontraron con que Elvas y Juromenha habían sido abandonadas por sus poblaciones, por lo que las ocuparon en nombre del rey de Portugal el 1 de marzo, el mismo día en que Mérida fue conquistada por los leoneses. Ese mismo año, el rey Sancho instaló guarniciones en ambas ciudades. En 1232, los hospitalarios conquistaron la ciudad de Moura, que se rindió tras un breve ataque, y después Serpa. Ese mismo año, los Hospitalarios fundaron también Crato y Castelo de Vide, cuyo territorio les había cedido el rey. Es posible que Beja fuera conquistada ese año.
En 1234, los santiaguistas conquistaron Aljustrel y Alvito. Recibieron el castillo de Sesimbra en 1236. A esto se siguió la toma de Arronches y Mértola en 1238. 

## Conquista definitiva del Algarve

La cruz de la Orden de Santiago.

En el mismo año en que se conquistó Mértola, Alcoutim, en el actual territorio Algarve, y también Aiamonte, al este del río Guadiana, por el rey Sancho II.
Las duras montañas del Algarve constituyeron un serio obstáculo para el avance de las huestes portuguesas hacia el sur y suroeste. El comandante Pelayo Pérez Correa logró cruzarlas en 1238 con el apoyo del caballero Garcia Rodrigues, que conocía bien todos sus caminos y accesos debido a su anterior ocupación como comerciante, lo que permitía a los caballeros santiaguistas sortear los principales castillos musulmanes que custodiaban los caminos de montaña, marchando de noche y acampando de día, escondidos entre las montañas.
Los primeros castillos en ser tomados fueron los de Alvor y Estômbar, en la región de Silves y desde allí se atacaban las llanuras aluviales a los ricos campos alrededor de esta importante ciudad. Por acuerdo con el emir del Algarve Aben Mafom, fueron permutados por el castillo de Cacela Velha.
Después de que fracasara un ataque sorpresa al castillo de Paderne, la importante ciudad de Tavira fue tomada. A esto le siguió Salir, un castillo situado en una de las pocas carreteras que cruzaba longitudinalmente el Algarve y daba acceso al Alentejo. Silves fue entonces tomada por ardid: un pequeño destacamento de caballeros fue enviado a atacar el castillo de Estômbar y se difundió información falsa de que Pelayo Peréz comandaba estos caballeros; quando el emir partiera con sus tropas en dirección a Estômbar, la ciudad fue tomada de sorpresa.Es probable que los castillos de montaña de Monchique, Montagudo, Marachique, Ourique y Messines se hayan rendido y Paderne fue conquistada poco después, pero toda su guarnición fue masacrada.

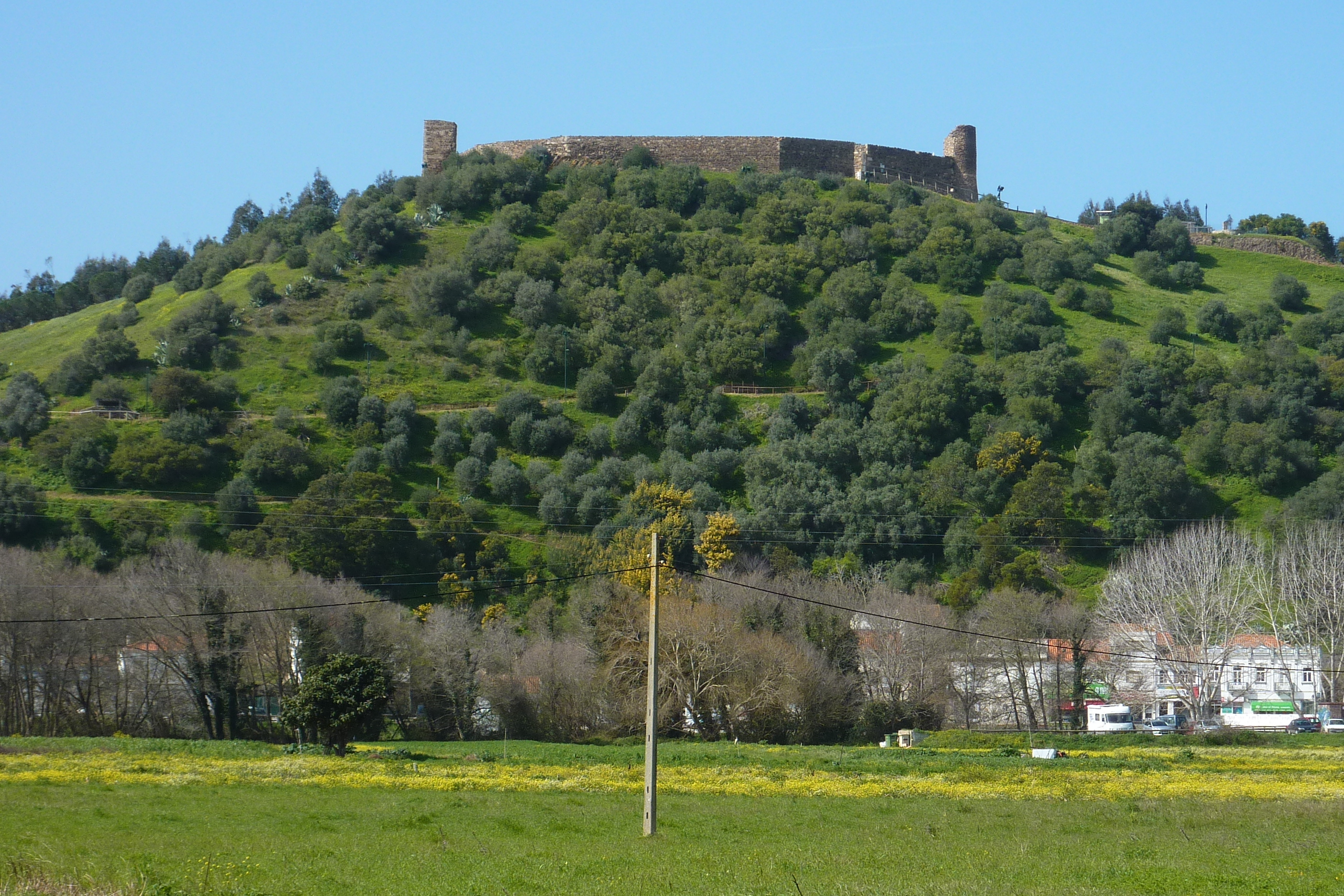
El castillo de Aljezur.

En 1249 aún permanecían en manos musulmanes los asentamientos de Aljezur, Faro, Porches Loulé y Albufeira, cuyos señores se sometieron a la autoridad del Sultanato benimerín de Marruecos y eran difíciles de tomar sin recurrir a una flota.

### Campaña de Afonso III en el Algarve, 1249
Victorioso Alfonso III de Portugal de la guerra civil en la que había enfrentado a su hermano, el rey atravesó las montañas del Algarve por Almodôvar al frente de su ejército en las primeras semanas de marzo. Le acompañaban sus principales partidarios durante la guerra civil, siguiendo João de Aboim en la delantera, pero también los jefes de las Órdenes militares, como el maestro de la Orden de Calatrava en Portugal, Lourenço Afonso, y Pelayo Peréz Correa adelante de los santiaguistas, éste acompañado por Gonçalo Peres Magro, comandante de Mértola.
La importante ciudad portuaria de Faro fue asediada primero. El alcalde Alboambre aún mostró cierta resistencia, esperanzado de refuerzos del norte de África pero rendióse quando el puerto fue bloqueado por la flota portuguesa, evitando así el derramamiento de sangre y garantizando un estatus favorable.

La bandera del Rey D. Afonso III.

Conquistado Faro, Loulé se rindió ante una débil resistencia. Porches y Albufeira se rindieron al gran maestro de Calatrava D. Lourenço Afonso. Finalmente, Aljezur, último castillo del Algarve aún en manos musulmanas, fue tomada una mañana por el gran maestro Pelayo Peréz Correa.

## Consecuencias
Al completar la conquista del Algarve, Alfonso III asumió el título de "Rey de Portugal y del Algarve", creado por Sancho I tras la primera conquista de Silves, 60 años antes.
Como Aben Mafom se había declarado vasallo del rey Fernando III de Castilla, consideraba que el territorio le pertenecía. Esto dio lugar a una crisis diplomática y mismo guerra entre Alfonso y Fernando, que incluso invadió el Algarve. Sólo mediante la firma del Tratado de Badajoz, en 1267, se reconocieron los derechos de Alfonso III y se fijó la frontera en el Guadiana.
Terminada la participación portuguesa en la reconquista y acabadas las oportunidades de conquista de territorio o botín, muchos caballeros y guerreros portugueses cruzaron la frontera y se pusieron al servicio de los reyes de León y Castilla.

Propiedad de tierras por órdenes militares en Portugal (y España).

Las vastas extensiones de tierra capturadas en el sur por los santiaguistas, los templarios, los hospitalarios y los calatravos hicieron de las órdenes militares en su conjunto las mayores beneficiarias de la Reconquista portuguesa en términos territoriales.
El fin de la Reconquista en la península ibérica no significó el fin de las hostilidades entre Portugal y las potencias musulmanas. Los piratas bereberes y los corsarios musulmanes del norte de África permanecieron activos y atacaron las costas y los barcos de los portugueses durante siglos después de 1249. En 1340, el sultán meriní de Marruecos Abu Hasan Ali invadió la península ibérica con gran ayuda del emir Yusuf I de Granada, sin embargo ambos fueron rechazados por un ejército luso-castellano en la Batalla del Salado.
A pesar de la conquista por las fuerzas cristianas, muchos musulmanes, así como judíos, fueron tolerados y continuaron residiendo en territorio portugués, en morerías o juderías respectivamente, a cambio de mayores impuestos, condiciones similares a las que habían prevalecid para los cristianos en al-Ándalus. Los judíos disfrutaron de la protección de los reyes portugueses, que valoraban sus conocimientos profesionales y financieros. La comunidad sefardí en Portugal se adaptó bien a las nuevas condiciones, manteniendo su identidad, multiplicada y creció en prosperidad. Los musulmanes en Portugal eran conocidos como mudéjares y entre ellos se encontraban algunos terratenientes y artesanos cualificados, pero la gran mayoría eran trabajadores pobres rurales o urbanos y esclavos, incapaces de emigrar, que proporcionaban una mano de obra limitada, tenían poca expresión económica, no amenazaban a la mayoría cristiana y en gran medida se les dejaba vivir en paz en las juderías, a que se les permitía una gran autonomía interna. Solo en el siglo XVI fueron los judíos y musulmanes obligados a convertirse o salir de Portugal, pero hasta entonces nunca hubo ninguna campaña sistemática para obligarlos a convertirse y cuando se dio la orden de expulsión, pocos mudéjares restaban De su permanencia en el país quedaran como testimonio el Arte mudéjar entre otras cosas. En portugués se utilizan actualmente un gran número de palabras de origen árabe.

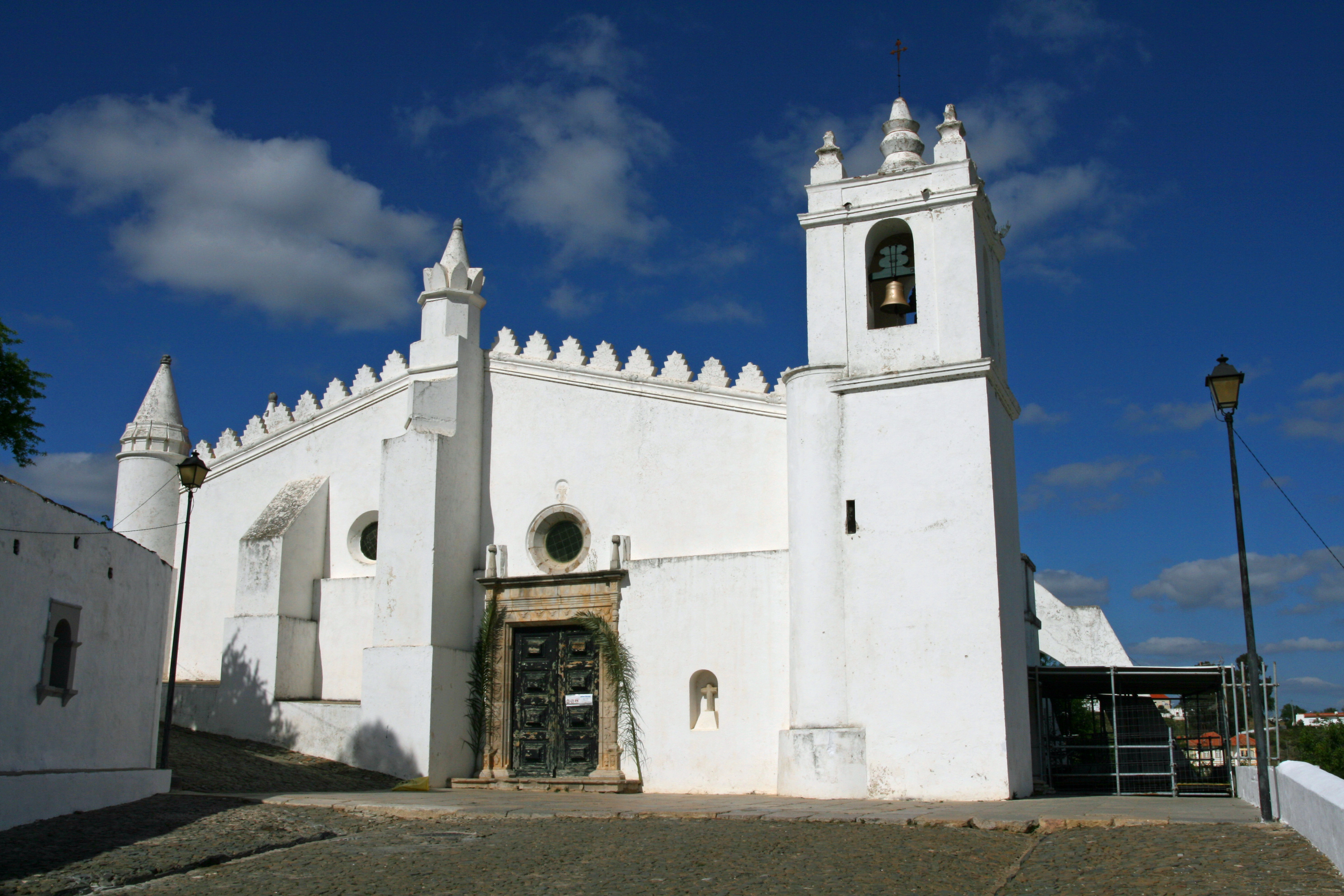
Antigua mezquita de Mértola, reconsagrada como iglesia principal.

Los recuerdos de la reconquista y de la experiencia, violenta o pacífica, entre cristianos y moros persistieron durante muchas generaciones en el imaginario popular, en leyendas de moras encantadas, similares a las leyendas de princesas cristianas que existían entre musulmanes.